# 伊集院光 深夜の馬鹿力のコーナー
伊集院光 深夜の馬鹿力のコーナー（いじゅういんひかる しんやのばかぢからのコーナー）では、TBSラジオ他全国5局ネットで放送されている『伊集院光 深夜の馬鹿力』で放送されたコーナーについて述べる。

## 概要
リスナー投稿型のコーナーで、テーマに沿って送られてきたネタを紹介する。現在は主に2時台がコーナーに割り振られており最優先で「勝ち抜きカルタ合戦」、終盤に「あの歌がこう聞こえたらもうおしまい」、エンディングに「少し面白い」、「小耳にねじ込め！」、「30周年記念なんかする？！しない？！会議」その他はイレギュラーに組まれる。コーナーは伊集院本人が明確に終了を宣言するか応募フォームにある限りは存在しており、ものによっては何年かぶりに紹介されるコーナーもある。
現在、コーナーへの投稿は、ハガキもしくは番組公式サイトに設定されている投稿フォームに限られている。本番組専用の投稿フォームが設定されている理由は以下の通りである。個人情報保護法施行前は投稿されたハガキなどを伊集院の自宅で投稿を吟味していたが、法施行後は、TBSラジオの個人情報保護方針で住所・氏名などが明記されているハガキやメールなどを局外に持ち出すことができなくなった。そのため、現在、投稿フォームを通して投稿されたリスナーのネタは、個人情報を取り除いた投稿内容のみを伊集院の手元に転送するように設定されている。
ネタの投稿者を紹介する時に、「投稿者のペンネーム・プラス・別の投稿者のペンネーム」と言った場合は二人の投稿者の内容を合わせて伊集院が修正したものであり、「投稿者のペンネーム・プラス」と言った場合は伊集院が手を加えたものであることをあらわす。
採用された場合は番組特製のノベルティグッズ、1995年10月 - 1997年9月は採用されたハガキに「UP'S番組ステッカー」面白いとされたハガキに「ブタレイブロマイド（これのみ1995年10月 - 1996年3月）」すごく面白いとされたハガキに「風小僧グッズ」。1997年10月 - 2002年3月には「お尻コイン」（初期グッズの品切れに伴い、以前に読まれたネタに対しても遡って贈られた）が投稿者に対し送られた。現在は特製トレーディングカード「深夜の馬鹿ード」が送られる。

## 現在のコーナー
2025年5月現在。
伊集院光深夜の馬鹿力30周年記念なんかする？！しない？！会議
番組開始から2025年10月で30周年を迎える当番組（とTBSラジオに金を落とせよという上からの圧力）が記念イベント若しくはグッズを作らないかと言う話題になったが当の伊集院は単独では何もやってこなかった為とても消極的。そこで記念に何をやってほしいか若しくはグッズには何が欲しいか提案してもらいそれと同時に30年の歴史で印象に残ったフレーズを募集する。コーナーBGMは初期のオープニングテーマ『Yo! suke Ito vs. 下町兄弟「ビールVS.ウーロン茶」』
治そう!ひどすぎる偏見!コーナー
「皆さんが持ってしまいがちな偏見を告白することで反省し、世の中をより良くしていこうという」という名目でリスナーから偏見を募集するコーナー。「新・勝ち抜きカルタ合戦 改」で人気を博しゴールした『治そう。ひどすぎる私の偏見カルタ』を単独コーナー化させたもの。コーナーBGMは、「新・勝ち抜きカルタ合戦 改」時代と同じ『四季の歌』。（歌詞の『「○○を愛する人は心○○人」というのは偏見』と言う意味。）
2021年12月6日 -
小耳にねじ込め！
「少しおもしろい」からの派生。リスナーが見聞きしたニュースや情報を募集するコーナー。2019年秋から渡辺の後任として採用された若手作家陣を鍛える名目で少しおもしろいの募集を強化した結果、情報性のある投稿が増えた事によってコーナーが誕生した。テーマ曲は木村カエラの「おはようSUN」
2021年3月29日 -
あの歌はこう聞こえたら、もうオシマイ
曲のワンフレーズが「確かにこう聞こえる」でなく「こう聞こえてしまったらもはや末期」レベルの聞き間違いとなる替え歌を募集するコーナー。当初「新・勝ち抜きカルタ合戦 改」の「ワンフレーズ替え歌カルタ」として募集がかけられたが、カルタとして扱いづらかったためコーナーとして独立された。コーナータイトルは『笑福亭鶴光のオールナイトニッポン』のコーナー「この歌はこんな風に聞こえる」のパロディで、テーマ曲も同じくチャック・ベリーの「Too Much Monkey Business」。
2016年12月19日（第1105回） -
暮らしの裏ヒント手帖
普通の暮らしに少し変化をつけて何気無い日が楽しくなるような行動を送ってもらうコーナー。2015年6月22日放送分よりコーナータイトルが変更。同6月15日放送分までは「ヒント」だった。伊集院曰く「遅い時間にやらないと意味がない」という理由で数ヶ月に一度の頻度でしか行われない。
2015年5月11日（第1021回） -
新・勝ち抜きカルタ合戦 改
新たなカルタを創作するための読み札を投稿するコーナー。当初の名称は「勝ち抜きカルタ合戦」。コーナーテーマ曲は教育番組『カリキュラマシーン』より「行の唄」（通称「あいうえおの歌」）。
毎週十数種のお題（頭の文字の行がそれぞれ指定されている）の募集を同時にかけ、その中から選抜された2種のカルタが放送で紹介される。その後リスナー投票により勝敗を決定し、勝ったカルタは募集する行を一つ進めた上で翌週も紹介される。ただし、フリートークの盛り上がりなどで投票時間が確保できなかった場合はこの限りではなく、2016年8月29日の放送では先攻の「100人アンケートその他の回答カルタ」のみの紹介（番組内では不戦勝として処理）、2015年4月13日放送「貧しいイメージの大金持ちカルタ」と「痛みが散るお湯と書いて痛散湯カルタ」の対戦では放送時間切れによる引き分けとなり、両方のカルタが次の行に進んだ。わ行（募集される頭の文字は「わ」のみ）まで進んで勝利すると「上がり」となる。負けたカルタは控えのカルタと交代となるが募集は継続され、その後の投稿の勢いによって再び紹介枠に返り咲く。なお、3連敗した場合はそのカルタは消滅となり、募集が中止される。
2014年3月24日（第961回）までは毎週3種（コーナー初期は4種）のカルタを募集・紹介し、伊集院の裁量で交代及び募集打ち切りとなるカルタを決定するシステム。読み札は3種同時に共通の行を募集。その中で「いない動物カルタ」がコーナー初回から9週連続で勝ち抜きを果たし、「上がり」となった。この時の読み上げBGMは一貫して宮城道雄作曲の箏曲「春の海」。
2014年3月31日（第962回）の放送で現在のシステムに変更すると共にコーナータイトルを「新・勝ち抜きカルタ合戦」と改称、同時に各カルタ毎に専用のBGMが用意されるようになった。その後細かいルール修正がありタイトルに「改」がついて現在に至る。2015年11月30日にすごろくのマス目を考える「すごろくカルタ」が新ルールで完走したのをきっかけに、これまで計16本がそれぞれ「上がり」を果たした。ゴールしたカルタの中でも人気のあるものは単独コーナー化が検討され、2021年11月29日の放送で『治そう。ひどすぎる私の偏見カルタ』を単独コーナー化することを話した。2021年8月9日の放送で伊集院が新型コロナウイルスの感染、または濃厚接触者に該当した場合等不測の事態に備えて、ゴールしたカルタの振り返りトークを録音していることを明かし、翌週の放送では不測の事態が発生しなかった場合は新型コロナウイルスが終息し自身が長期休暇を取得した際に音源を放送するとトークした。しかし数週に渡り『録音総時間が一定数を越えた事』と『録音した音源の鮮度の懸念』を話した後、2021年9月13日と2021年9月20日の放送で伊集院が夏休みを使用したタイミングで事前録音したカルタの振り返りトークを放送した。
2013年12月16日（第947回） -
Yahoo! クソ袋
Yahoo!知恵袋に投稿されている「知らねぇよぉもぉ〜!」や「好きにすればいいだろ!」と思うようなどうでもいい質問の数々のパロディとして、誰からも回答がつかないような、クソみたいな質問を投稿するコーナー。オープニングはスクリーミング・ジェイ・ホーキンスのConstipation Blues（日本語ではしばし「便秘のブルース」と訳される）、内容が読まれる際はBGMとしてモーツァルト・ピアノソナタ15番の第1楽章が流される。質問文の読み上げは声優の高木達也。2020年4月以降は新型コロナウイルスの影響により質問文の読み上げをする声優をTBSラジオへ呼べない事と、TBSアナウンサーに質問文の読み上げをオファーしたが誰も引き受ける者がいなかった為、長らくコーナーが行われていなかったが、2021年9月13日の放送で1年3ヶ月ぶりに放送された。
2012年11月5日（第889回） -
少しおもしろい
後述の「普通」コーナーの終了に伴って立ち上がった、「普通の言葉」に少しだけ「おもしろい」を足した、「少しおもしろいネタ」を募集するコーナー。1人当たり週1通のみの投稿に限るというルールは継続。オープニングのテーマ曲はヘンリー・マンシーニ作曲の「子象の行進」（伊集院曰く「少しおもしろい曲」）だが、最近はテーマ曲を流さずにコーナーに入ることが多くなっている。近年、募集を強化しているコーナーであり2020年12月14日の放送では「少しおもしろい強化週間」として放送を行った。
2010年9月6日（第776回） -
空脳アワー
リスナーが感じた「脳がうっかり間違えた」「自分がどうかしていた」という体験を紹介し、伊集院が「空脳」かどうかを判断する。元ネタはテレビ番組『タモリ倶楽部』（テレビ朝日系）内の「空耳」を扱うコーナー「空耳アワー」。2013年2月25日まで、コーナーのオープニング曲はYomoの「Descara」を使用。翌週の2013年03月04日から伊集院の気まぐれで「Japan (Yamasuki Remix)」（The Professional DJ、原曲はYamasuki）に変更。脳科学者の茂木健一郎にちなみ、面白さを感じる単位を「アハ」、怖さを感じる単位を茂木の髪型から「モジャ」としてポイントを付けるとしていたが、第1回で「基準がわからなくなった」ため廃止になった。
以前は月に2回ほどやる定番コーナーであったが2014年は10回、2015年と2016年は5回ほどになり、2017年は放送されず2018年2月5日に約1年半ぶりに放送された。
2009年4月27日（第706回） -
いつまでもたえることなく友達でいようコーナー
森山良子が歌う「今日の日はさようなら」にのせて、友人に贈る短文や友人とのやりとりの光景を次々に朗読するコーナー。
投稿者の紹介や伊集院の感想は朗読後にまとめて行われるが、放送時間の都合で省略する場合もある。年1回程度で毎週行われるコーナーではないものの、伊集院が番組中で気に入っているコーナーであるとたびたびコメントしており、現在では最長寿コーナーとなっている。
2007年5月7日（第603回） -

## 過去のコーナー

### 1990年代

#### 1995年
日本一短いデブへの手紙
ゆったりとしたBGMをバックに送るフリーネタコーナー。当初『電気グルーヴのオールナイトニッポン』における「平成新造語」初期タイプの珍造語・電波文コーナーを目指したようだが、電波歌・小噺・川柳・「 - だったらイヤなもの」等のお題物などネタに広がりをみせ、後の様々なコーナーの雛形となった。長寿コーナーではあったが、放送時間が90分に短縮されていた時期に新コーナーに時間をとられたせいか自然消滅。1995年10月23日（第3回） - 1997年4月28日（第82回）。
珍肉番付
リスナーの身近に存在した、頭は悪いが体力だけはある通称珍肉君にまつわるエピソードを紹介してもらうコーナー。横綱、大関、関脇といった相撲の格付けで伊集院がその珍肉ぶりを判定する。1995年10月23日（第3回） - 1996年7月1日（第39回）。
金持ち（正式なコーナー名なし）
一般的に「金持ち」と思われる人物像、持ち物、生態を投稿してもらうコーナー。
チケット入手（正式なコーナー名なし）
人気が高くてチケットの入手の困難なアーティストのライヴのチケットを入手する悪戦苦闘を報告。
豚頭麗香の少しだけメランコリー
伊集院自身が演じる不気味なアイドル豚頭麗香（ぶたがしら れいか＝愛称「ブタレイ」、身長183cm、体重約120kg、挨拶は「ばわ〜ん」）のコーナー。ファンレター、質問、曲のリクエスト（伊集院による即興電波歌）を送ってくれた人には麗香のサインつきブロマイドが贈られた。『SURF&SNOW』にゲスト出演した時の録音という設定で松宮一彦を相手にサウンドステッカーも使用して番組のパロディを収録した回もある。リスナーを呼んでのファンクラブ結成記念イベントで、「バナナの皮で滑って豆腐の角に頭をぶつけて死亡」となり終了。提供会社として、架空の「トータル・アミューズメント・カンパニー、風小僧グループ」という会社の名前が読み上げられ、同社の架空CMも放送された。同社のキャッチコピーは「あしたはきのうの2日あと」。1995年10月9日（第1回） - 1996年4月1日（第26回）。
次第に豚頭麗香のプロフィールが明らかになり、ブルガリア出身、元・グリーンベレーに所属、スカウト・キャラバンのローマ大会でグランプリ獲得、親友は上原さくらなどが本人の発言によって知られている。上原さくらがゲスト出演した対談企画あり。
テーマ曲は映画『小さな恋のメロディ』のBGMである、リチャード・ヒューソン・オーケストラの演奏によるビージーズの『メロディ・フェア』のインストゥルメンタル。
イジュウインターネット
リスナーの疑問に対し、伊集院自身が独自の情報網（電話など）を駆使して調査するコーナー。しかしあまりにも取材に時間と手間がかかりすぎ、何者かにスタッフが暗殺されていくドラマをでっち上げて続行不可能ということにして終了。1995年10月9日（第1回） - 1996年3月11日（第23回）。
1. コーナー呼びかけ
2. バナナの皮で滑って転んで死んだ人は何人いるのか?（堀内のホクロは何? 食べられるのか?）
3. 「ギャランドゥ」とは何ぞや?
4. 日本で一番売れなかったCDは?
5. ショッカーの中の人は誰? - 調べていくうちに『仮面ライダー』のスーツアクターや『仮面ライダーV3』でヨロイ元帥を演じた中村文弥に電話をかけることになったが、伊集院は前述の経歴を知らず「ショッカーにとても詳しい人」として電話したため、経歴を知りテンションがかなり上がっていた。
6. 男性器の映像での修正基準
7. つのだ☆ひろの「☆」は何星? いらないのならください
8. 樋口薬局の目標が「1327店」と言うハンパな数字なのはなぜ?&その薬局のCMの象の行方&マツモトキヨシの社長の声が聞きたい。:調べていくうちにマツモトキヨシの社長・松本清は故人で、松戸市の元市長でもあったことが判明。
9. ヒグマとツキノワグマ、えらいのはどっち?
10. 映画の原題と邦題がテキトウなのは何故?
11. 「フルーツ味」は何の味?
12. この声は誰?特集 「―Yes,TBS.」（当時のTBSテレビ・ラジオのキャッチコピー）のサウンドロゴの声の持ち主は誰（スタッフ名義…）?&カーナビの声は誰?&バックします機能はどうやって付ける?（トラック野郎キャラで話）&歌舞伎町にあるテレクラ「リンリンハウス」の呼び込みの声の持ち主は誰?
13. CMの料金
14. （グラビアアイドルやモデルなどで体の一部分に保険をかけることが話題になったことから）おっぱい等の保険のかけ方は?
15. 薬のCMの審査は厳しいらしいが、どんな基準がある?（トークのみで調査なし）
16. 美味しいカレーの作り方を教えてください
17. スタッフが暗殺されて全滅するでっち上げドラマを放送し、コーナー終了。

みんな悩んで大きくなった
伊集院がアニキとして質問にアドバイスするコーナー。『UP'S』共通の悩み相談コーナー…だが、この番組では勝手に悩みも回答も共にボケたおすネタコーナーになっていた。オープニングナレーションは鈴木史朗。1995年10月9日（第1回） - 1996年1月8日（第14回）。
ニュースの林
タイトルは当時TBSで放送されていた『JNNニュースの森』のパロディ。伊集院が今週1週間でおきた事件の中から適当にコメントしていくコーナー。1995年10月9日（第1回） - 1996年1月8日（第14回）。
バーチャファイター7
格闘ゲーム風の複雑なコマンドを町のいろいろな生き物に設定していくコーナー。例: 犬なら「Aボタン：鼻が湿る」「Bボタン：歩くとチャカチャカ音がする」「Cボタン：自分のしっぽをいいものと間違えてぐるぐる回る」など。1995年10月9日（第1回）開始、1995年12月11日（第10回）までで自然消滅。
プライス オブ プライド
「〜円貰えるなら〜をやってもいい」という自分の価値観を募集するコーナー。伊集院が自信満々で提示したコーナーだったが、1995年10月9日（第1回） に開始し、翌週10月16日（第2回）であっさり終了。

#### 1996年
DK95.4（ダイエットキング95.4、全20回）
ニッポン放送のオーディションを受けた時、"体重を同局の放送周波数（1242kHz）に合わせて124.2kgに調整したという伊集院がTBSに来たのだから、当時の144.6kgからTBSの周波数である954kHzと同じ95.4kgにすべきではないか"という事から発生したコーナー。二部構成で、第一部は伊集院の体重測定が行われた。先週より体重が増えた、または全く変わらない場合は即企画終了して伊集院が罰金5万円となる。さらに、測定前に減少量を（1.5〜1.8kgというように）いくつかのブロックに分けてスタッフが選択しておき、見事的中させてしまったスタッフはリスナー考案の過酷な罰ゲームを受けることになる。なぜかこの賭けにも伊集院が巻き込まれており、最も減少量が少ないブロック（1kg未満が多い）は減量に成功していても伊集院が罰ゲームとされた。第二部では様々なコンプレックス解消ビジネス（例：ハゲに朗報!（内容）、喜びの声 - など）のネタの募集を行っていた。フィナーレではリスナーを集め、全員が見守る中測定するが95.4kgを割る94.6kgだったため、その場で「ジャム牛丼」（吉野家の牛丼にアヲハタのイチゴジャム）、「ジャムうどん」（うどんにソントンのピーナッツバター）、「ウーロン酢」などを摂取し調整し、見事95.4kgを達成。しかし、企画途中に映画『マルタイの女』へ太った役で出演のため減量されては困ると伊丹十三監督から直々のクレームがあり、また激しいリバウンドもあり結局元の体重より増えてしまった。タイトルは、当時話題になっていたバーチャルアイドル「DK-96」こと伊達杏子にちなむ。コーナーBGMはスネークフィンガー（電気グルーヴ）。1996年11月11日（第58回） - 1997年3月31日（第78回）。
輝け! 紅白電波歌合戦
「日本一短いデブへの手紙」や「つよいロボ」でも扱われていた馬鹿歌、電波歌系の初の専門コーナー。リスナーから脈絡のない珍文で構成された電波歌の歌詞を募集、それを伊集院が歌ったりリスナーの歌ったものが流される。年末のスペシャル（1996年12月16日・第63回）では優秀な歌詞を集め、特に『また逢う日まで』の替え歌は尾崎紀世彦本人に熱唱してもらう予定であったが、企画説明のミスにより突然キャンセルされてしまい、代わって尾崎の事務所の社長が熱唱した。なお当時からのリスナーで、コーナーでも一番人気であったポアロはこのコーナーへの投稿時にラジオネームを決め、今でもそのまま使用している。1996年10月21日（第55回）- 1996年12月16日（第63回）。
声を弱にして言いたい
気弱なキャラクターによる、言ったからといって何がどうなるということも無いのだが、オドオド、ビクビクしながらちょっと言ってみたかった一言の後、気弱さを強調する一言で締めるコーナー。1996年10月7日（第53回）開始、1996年11月11日（第58回）までで自然消滅。
ポメラニアン助リバの俺なりの正義
「叫ぶ詩人の会」のドリアン助川風に、電話でリスナーの悩みに答えるコーナー。タイトルもドリアン助川の正義のラジオ!ジャンベルジャン!のパロディ。しょうもない悩みとメチャクチャな回答、伊集院もリスナーもボケたり小芝居を入れたりして演じるコーナーだった。冒頭に電波現代詩の朗読（伊集院とスタッフによる『叫び』）あり。1996年9月2日（第48回）開始、1996年9月30日（第52回）までで自然消滅。
ちょちょしびりのコーナー
伊集院（当時28歳）自身の「20歳以降、6回くらいウンコを漏らした経験がある」というトークから暴走して、突然コーナー化。コーナー名の由来はアントニオ猪木と異種格闘技戦で戦ったショータ・チョチョシビリ（柔道家）より。リスナーが脱糞体験を告白、特に便意や脱糞シチュエーションの比喩表現（例：『銀河鉄道が尻穴星に到着』『バーバパパがお出かけ』等）が笑いの肝であった。関連のスペシャル企画「青春の過ち・うんこもらスペシャル」ではゲストの宮川賢とバカルディ、真心ブラザーズがそれぞれの体験を披露。1996年7月8日（第40回） - 1996年8月26日（第47回）。
つよいロボ（ラジオドラマ、全29回）
スーパーロボットアニメ風の馬鹿ラジオドラマ。伊集院や声優志望の専門学校生により演じられたが、学生たちの交通費に予算を喰われ自然消滅。リスナーはストーリーや必殺技の名前の他、毎回「つよいロボ」のテーマ（『マジンガーZ』の替え歌）の珍奇な歌詞を考えて送る電波歌系コーナーでもある。1996年5月20日（第33回） 開始、1997年2月3日（第70回）までで、ドラマが完結しないまま自然消滅。
あそび / 帰ってきたあそび
お金をかけずに脳内の想像・妄想だけで楽しめる遊びを送ってもらうコーナー。「○○は実は××」だと仮定してみる、など。最初は「日本一短いデブへの手紙」への投稿として登場し、後に独立したコーナーとなった。1996年4月22日（第29回）開始、1997年4月28日（第82回）までで「飽きた」と言って一度終了したが、「帰ってきたあそび」で復活（ただし、タイトルに「帰ってきた〜」と付いたのは初めのうちだけで、後に「あそび」に戻る）。1997年10月13日（第105回）- 1998年12月14日（第166回）。
夢の町 俺City
伊集院の心の中にある街の一角、例えば寂れた喫茶店、近所の公園、縁日の情景、小学校2年生の教室など、その場所にありそうな風景を募集するあるあるネタ系。場所だけでなく「俺の心の中の佐々木」、「いいお父さん」など、人物像も募集されたが、続けるか終わるか曖昧なまま保留され、結局スペシャルウィーク後に消滅していた。1996年3月18日（第25回） - 1996年6月3日（第35回）。
私はマインドコントロールされていたんでしょうか?
リスナーが過去に体験した、まるで誰かにマインドコントロールされていたかのように何かにハマっていた自分や、どうかしていた行動を紹介してもらうコーナー。初回募集の時のタイトルは「僕はマインドコントロールされていたんでしょうか?」。次回募集をかけたままスペシャルウィーク後に自然消滅。1996年1月15日（第15回） - 1996年4月1日 （第26回）。
マジカル無脳パワー
『マジカル頭脳パワー!!』（日本テレビ系）の番組中でこんなことがあった、というウソの報告をする有名人いじりコーナー。1996年1月8日（第14回）の1回きりで終了。
アン・ルイスコーナー
タイトルだけ発表され、リスナーがこんなコーナーだと予想してネタを考える有名人いじりコーナー。「アン・ルイスの家に盗聴器をしかけたらこんなことを言っていた」などのネタが送られてきたが、1996年1月8日（第14回）の1回きりで終了。同時期に「良い子悪い子プルプル星人」「俺は髭もじゃピーターバラカン」「ガンダムコーナー」など、構成渡辺がタイトル先行ででっちあげたコーナーが募集されていたが、大半が当日中に募集打ち切り、「私はマインドコントロールされていたんでしょうか?」コーナーのみが生き残った。
馬鹿ニュース（不定期）
鈴木順・鈴木史朗・小島慶子などのTBSアナウンサーたちに馬鹿でくだらないニュースを淡々と読ませるコーナー。ヒントになったのは昔の『タモリのオールナイトニッポン』（ニッポン放送）の「NHKつぎはぎニュース」という、真面目なニュースをMAD化して電波文風にしたものだが、このコーナーでは珍文をいかに真面目なニュース風に読み上げるかが肝であった。特にスペシャルウィークには、最も多く馬鹿ニュースを担当し、かつNGを出さない鈴木順にNGを出させるために朗読中色々邪魔をする1997年8月18日（第97回）に「夏休み恒例! ドキッ! 丸ごと背広 局アナだらけの毒ニュース大会 ポロリもあるよ」を企画、鈴木史朗なども参加させたが、NGゼロの結果に終わった。近年ではこのコーナーの音素材を流用したフラッシュアニメが作られ、ネットに流れているのが見受けられる。1996年1月1日（第13回）に松宮一彦により読まれた「ウソニュース」が最初で、次いで1996年4月8日（第27回）にコーナーとして鈴木順によって読まれた。以降数回不定期に放送されて以降、長い間休止していたが、伊集院が入院して出演できなかった2006年10月2日（第572回）の放送では、久々に鈴木順による新作のニュースが読まれた。
東京毒名所めぐり　ラジオ史上初・ひとり20元中継
1996年2月19日(第20回)放送のみの特別企画。東京の名所を、現地からのリレー中継を装って紹介する。ゲスト出演に緒方恵美とキャイ〜ン・天野ひろゆき。

#### 1997年
三行革命
三行（20文字×3行＝60文字）で珍奇な文章を作るコーナー。「日本一短いデブへの手紙」での珍文系ネタに字数制限を加えたもので、珍文系コーナーの極みといわれた。1997年10月6日（第104回） - 1998年7月13日（第144回）。
紀ちゃん日記
当時、裏番組『Across The View』（J-WAVE）に出演していた加藤紀子の日記を考えてもらう有名人いじり系コーナー。後の「番長日記」や「勝手にブログ」と違い、加藤1人のキャラクターをいろいろでっちあげるという制限もあり短命に終わった。1997年10月6日（第104回）開始、1997年11月3日（第108回）までで自然消滅。
スターQ&A
スターへのファンレターを、前もって伊集院へ送り添削をしてもらうという設定だが、ファンレターと称しながら有名人への悪口を婉曲的に書き連ねたり、その有名人に関する認識がほとんどデタラメだったり、なめきった態度の手紙だったりする有名人いじりネタを送るコーナー。1997年10月6日（第104回）開始、1997年12月1日（第112回）。
自ギャグの詩（うた）
リスナーが過去に経験したトラウマ的な思い出（親の財布からカネを盗んだ経験など）を募集し、その思い出を自分の持ちネタとして昇華する自虐系コーナーの元祖。必ず最後に「伊集院さん、こんな僕は大丈夫なんでしょうか?」というフレーズが入り、伊集院が無理矢理にでもどんな人にもありがちな思い出だと誘導し「大丈夫です」と言う。1998年11月からは「頭血（ズヂ、頭部からの出血の意味）」をした経験を募集した。1年半弱継続した人気コーナーであり、「全国自ギャグ甲子園」としてスペシャルウィーク企画にもなった。後の「夏のタイムマシン」「ミスチョイ」「思エロ、セピアエロ」「イジュパパの子育て日記」の原点となる。コーナーのテーマ曲は杉田かおるの「鳥の詩」。投稿を読み上げる時のBGMは映画「禁じられた遊び」のテーマ曲「愛のロマンス」。1997年7月21日（第93回）開始、1998年12月7日（第165回）までで自然消滅。
UP'Sウィークリーブックメーカー（全17回）
次回放送までの間にあるイベント等で起こりそうな出来事を予想して投稿してもらうコーナー。その様子を現場で録音した「正解」を発表する、という建前で一番面白かった投稿をわざわざドラマ仕立てにして放送していた。後半、次回テーマ発表時に伊集院が「来週辺り爆発するんじゃないか〜?」とお約束のコメント＝次回も爆発オチ希望ということで、ほとんど爆破オチで終わっていた。1997年5月12日（第85回） - 1997年9月29日（第103回）。
オナラ・スペシャル（オナラ・オーディション '97 〜 ツユ）
オナラのスペシャリストである伊集院のオナラの音を公開。また、リスナーからいろいろなシチュエイションでのオナラの音の録音を募集するコーナー。すばらしい音の投稿の数々をまとめてCD化を計画。1997年5月12日（第85回） - 1997年6月16日（第89回）。
漢師匠かく語りき（全16回）
リスナーの悩みに「漢（おとこ）とはどうあるべきか」ということで自称、漢師匠の伊集院が答えるコーナー。1997年5月5日（第83回）にはピエール瀧が師匠としてゲスト出演。悩みの内容が漢らしさとは程遠い物が大半だった。1997年4月28日（第082回） - 1997年9月29日（第103回）。
サウンドノベルツクーレ
サウンドノベルを自分達で作ってしまおうという、株式会社 アスキーとのタイアップ企画コーナー。プロローグと3つの選択肢を発表し、それらの続きの話と、そこからの3つの選択肢を募集。次回にうち一つが採用され、同じ繰り返しでストーリーを作っていく。番組内で選ばれなかった選択肢の続きは、没投稿や番組スタッフからのアイデアを元に伊集院自身が執筆したが、膨大な量となりゲームの発売を遅らせてしまった。完成したストーリーの内、「卒業証書」はプレイステーション版の、「ユキピーの最短3分下手すりゃ3世紀クッキング」はセガサターン版のサウンドノベルツクール2にサンプルゲームとして実際に収録されることとなった。両サンプル収録作の完成後は「風が吹く〜桶屋が儲かる」までの間の展開を考えるコーナーとして継続。この内、「卒業証書」は他のサンプルゲームと比して突出したボリュームを誇り、全27のミニシナリオへと分岐。展開はそれぞれ全く異なっている。ギャグ一辺倒のシナリオもあれば、シリアス一辺倒の悲恋譚や活劇もある。恋愛ゲーム風のマルチシナリオにもかかわらず、ヒロインと結ばれてのハッピーエンドやそれに準ずる結末は極めて少ない。27のシナリオの内の大半は悲劇的末路（失恋、逃避、遭難、事故死、他殺、ヒロインが病死、ヒロインが主人公に殺される等）。冒頭では凡人として描かれる主人公だが、シナリオの展開次第では、深刻ないじめの被害者や人間不信の塊といったネガティブな側面が強調される。1997年3月10日（第75回） - 1997年7月14日（第92回）。
ジャッジオブゴッド 〜神の判断〜
リスナーの個人的な趣味や好み、性的嗜好等の正常・異常を判断するコーナー。伊集院は投稿内容が正常であるように弁護し、陪審員役のディレクター池田、AD柳沢、アルバイト見習松上（当時の役職）ら「神」たちが判断を下す。1997年2月17日（第72回）の放送では内田有紀と松本ハウスが「神」としてゲスト出演した。また、1997年3月10日（第75回）の放送ではTOKIOの城島・長瀬・山口の3人が「神」としてゲスト出演した。1997年1月6日（第66回） - 1997年3月24日（第77回）。

#### 1998年
番組クロストーク
1998年10月5日（第156回）から開始された、深夜1時まで放送されていた『DB』のDJである市川展丈と次の時間帯の（当時）UP'Sのパーソナリティたちによる1分ほどの繋ぎの対話コーナー。しかし月曜日は、スタジオ間の仕切りガラスのカーテンが開けられると、伊集院が全裸で尻を鞭打たれていたり、横田基地から連れて来たマッチョの黒人が座っていて「コンバンワ! イジューインデス!」としか答えなかったり、スタジオにぎっしり一般リスナーが詰めていて「そうですね!」としか答えなかったり、伊集院とスタッフによる生バンドでプリンセス・プリンセスや大事MANブラザーズバンドの曲のコピーを練習していたり、ケーキを用意して伊集院とスタッフがバースデーソングを歌い市川の誕生日をサプライズで祝うも市川から「今日は誕生日ではないんですけど」と返され「誰だ今日が誕生日だって言ったの」と伊集院やスタッフが揉めている中で時間が終わったり（当然市川の誕生日を把握した上で離れた時期に行っている）、本物の水森亜土がガラスに絵を描いていたりと、ほとんど対話なしの無意味なパフォーマンスを連発、また何をやるかネタも募集された。『DB』時間枠のコーナーであるが番組自体がTBSローカルだったため、未放送地域のリスナーのために直後の『深夜の馬鹿力』内でも番組冒頭で再放送された。しかし無駄に手間と費用がかかりすぎ1回分の番組予算を放送開始前に使い果たしてしまう事態も起こったため、1999年1月4日（第169回）からは普通の対話形式で「○○スペシャル」と言ってウソスペシャルの予告と「ゲストはおなじみドロボー7（コントグループであったりセクシーアイドルグループであったり週により異なる）」がお約束のオチとなり、再放送も無くなった。
ど忘れ日本語博士
自称「語学博士」の伊集院が、リスナーがど忘れした言葉を即座に解説するという建前で、「おとり太郎」「予知ゲロ」「学級汁」などの珍奇な造語の意味を即興で考えて解説する珍文系コーナー。伊集院は毎回無駄話で考える時間を稼ぐなど、いっぱいいっぱいな様子だった。1998年12月14日（166回）では番外編として、リスナーから送られてきた適当な落語の題名から即興であらすじを解説する「ど忘れ古典落語辞典」が放送された。1998年7月27日（第146回） - 1998年12月28日（第168回）で自然消滅。
伊集院光のUP'Sドキュメンタリー企画 その時マイクは見た
リスナーから送られてきたカセットテープの中の、録音していることを意識していない日常の素の対話に含まれるイイ味の部分を抜粋して取り上げるコーナー。長い録音の中から面白い部分を切り出す手間がかかりすぎたためか、1998年5月18日（第136回）から間をおきながら数回やったのみで自然消滅。採用者には100お尻コインが贈られた。
おしゃれ大戦 / ネオおしゃれ大戦
オシャレさん達により居場所を失いつつあるブサイクさんを自認するリスナーによる、オシャレな物から浴びせられる罵倒（被害妄想による幻聴）に対し宣戦布告。「コンバットマーチ」をBGMに、オシャレな物をブサイクに貶めることを宣言する、やや自虐+電波系なコーナー。1998年5月4日（第134回）の「帰ってきたあそび」から派生し、1998年5月11日（第135回）開始、1998年11月2日（第160回）までで、以降はブサイクなものをオシャレ風トークでPRする「ネオおしゃれ大戦」に模様替えしたが1998年12月7日（第165回）で終了した。
過剰接待の現状
真剣な口調で会社における過剰な接待営業を告発するコーナー。もちろん、実際はおおげさな内容の馬鹿ネタを考えるもの。大手都市銀行が当時の大蔵官僚をノーパンしゃぶしゃぶなどで接待していた汚職事件が元ネタ。1998年3月30日（第129回）開始、1998年5月4日（第134回）までで自然消滅。
栄冠は君に輝く
電波歌系コーナー。「栄冠は君に輝く」の替え歌を募集し、それを男声合唱で歌う。当初は伊集院やスタッフが合唱（「あきる野市立関東ローム層大学」という架空の大学の合唱部が歌っていることになっているが、参加していないときは「（実際にありそうにない理由を付けて）欠席」となっていた）していたが、後に番組で募ったリスナーや実在する大学のコーラス部などに協力をもらい、別日にスタジオに呼んで収録され、最終回はTBSホールで全参加者での大合唱が行われた。また、始まるやいなや大学のコーラス部で評判になり、「是非ウチで」とオファーが殺到。参加したコーラス部同士で交流が始まるなどほほえましい光景もあった。1998年2月16日（第123回） - 1998年5月25日（第137回）。
人生ゲームネガティブ版
人生ゲームでの人生のコースを、主に子供・学生時代のネガティブな思い出風に作るコーナー。他の自虐系と異なり、基本的に実体験が元となっている訳ではない。1998年1月12日（第118回） - 1998年5月25日（第137回）。

#### 1999年
夏のタイムマシン（全13回）
タイムマシンに乗って過去の自分に忠告をしに行けるならどんな場面か、というコンセプトでリスナーからハガキを募集するコーナー。実際には忠告という名目で「このままだとこういう目に逢うぞ!」と言う形式のトラウマ的体験談を披露する自虐系コーナー。タイトルの元ネタは小泉今日子の「夏のタイムマシーン」、コーナー開始時にかかる曲も同曲。1999年11月22日（第215回）開始、2000年3月6日（第230回）までで自然消滅。2006年夏のスペシャルウィークに伊集院の過去を振り返るということでコーナー名が復活、ハガキ募集などはなく番組の過去を振り返るというものだった。
早押しクイズQQQのQのQ（全53回）
伊集院が早押しクイズ王を名乗るためと称し、先に決めたクイズの正解に合わせた問題を募集。当然、いつものように激しくボケたネタハガキや、有名人いじりネタが多数を占めた。タイトルの元ネタは1998年秋に放送されていた『おサイフいっぱいクイズ! QQQのQ』（TBS系）。初回では無音をバックに伊集院が問題を読み上げ、それに伊集院が自分で答えを言うという非常に微妙な感じになり、伊集院本人も「このコーナーは短命に終わる」という程の物だったが、2回目以降ではスピーディーでクイズ番組っぽいBGM（『クイズタイムショック』の提供バックBGMを編集したもの）をバックに鈴木順が次々と問題を読みあげて伊集院が回答していくという形式になり、結果的に1年以上続く人気コーナーとなった。また、2回ほど鈴木が急病のため代理として小島慶子と小倉弘子が読んだこともあった。途中より進藤晶子がTBS内の女帝的キャラとなり、他の局アナをいじめまくる妄想ストーリーまで展開。スペシャルウィークでは実際に進藤と鈴木が出演しての同時収録を行い、永久保存版と称された。また、末期には電波系な「○○おじさん」をネタにするのが流行した。コーナーの最後には、不採用になった問題を伊集院がいくつか紹介していた。1999年11月8日（第213回） - 2000年12月25日（第272回）。
3点ゲーム
ゲーム雑誌『ファミ通』のクロスレビューで「3点しか取れないようなゲーム」を考えて投稿するコーナー。自分で考えた架空のゲームの駄目な点を、句読点含む14文字×9行（実際のファミ通クロスレビューと同じ方式）で辛口レビューするという方法で紹介する。1999年9月13日（第205回）開始、2000年1月3日（第221回）までで自然消滅。
夢廃工場'99
タイトルはフジサンケイグループが開催したイベント『夢工場'87』のパロディ。リスナーから自分の見た夢を送ってもらう、天然の電波系コーナー。淫夢とも悪夢とも言えない夢特有のカオスなネタばかりで伊集院がギブアップ。珍しく自然消滅せずに最終回を迎えた。1999年9月13日（第205回） - 1999年10月25日（第211回）。
UP'S音頭で踊ろうよ
「♪ - てなこた忘れて踊ろじゃないか UP'S音頭でソソレソレ」につなぐ歌詞をリスナーから募集。ネタが出揃うと参加者を公募して、TBS内で放送中延々と踊り続ける盆踊り大会を開催した。ちなみにできあがった曲は演歌歌手尾鷲義仁に歌ってもらい、後に自作CD「走馬燈」にカップリングされた。1999年7月19日（第197回）から1999年8月16日（第201回）の「夏休みエンジョイスペシャル・大盆踊り大会」まで。
集まれガシャポンコレクター（全13回）
リスナーが集めているガシャポンフィギュアのコレクションを披露するという建前で、実際はありもしない芸能人・有名人フィギュアを捏造してその人をからかう有名人いじり系コーナー。1999年4月26日（第185回） - 1999年9月6日（第204回）。
俺は平成のモテキング
芸能人の女性がこんなにも伊集院のことを想っていてモテモテですよ、と報告するという名目で実際はその女性に対する悪口を書き連ねる有名人いじり系コーナー。1999年5月3日（第186回）開始、1999年7月12日（第196回）までで自然消滅。
だめにんげんだもの
自虐ネタコーナー。駄目人間だなと思わせるような短文を募集。元ネタは相田みつをの『にんげんだもの』なので、初期の頃はネタが読まれた後に「みとぅを」と名前が入っていたが、後に省略されるようになった。1999年4月26日（第185回）から2002年1月7日（第325回）までと、長寿コーナーだった。
伊集院光が今、ユリ・ゲラーを越える! 史上最大の公開超能力実験 / 奇跡の石「インチキストーン」 モニターの皆様からの喜びの声
1999年1月18日（第171回）から「伊集院光が今、ユリ・ゲラーを越える〜」のタイトルで始まり、ラジオを通じて伊集院が送ったパワーの効能を報告するコーナーであったが、1999年2月8日 （第174回）から「奇跡の石『インチキストーン』 - 」に改題。今までの不幸のどん底人生が、買うと300万円はするという奇跡の石「インチキストーン」の偶然の入手で一転、いかに幸福な体験をしたかを報告する、という建前で開運グッズのうさんくささを皮肉った捏造ネタコーナーである。実物は石屋より「キロ幾許か」で購入した小石に白マジックで「インチキ」と書き込んだもので、このコーナーでハガキを読まれたリスナーにプレゼントされた。新コーナーに時間をとられ連続休止し、結局1999年5月10日（第187回）を最後に自然消滅。
芸能人選手権シリーズ
特定の芸能人（ - のような、ではなく本人を）を目指すリスナー2名が電話で出演、本物かどうかを10問のチェック問題で判定するという建前で、似てない物真似とボケ回答を連発するコーナー。正解数に応じて点数を与えられるが基準は適当で、伊集院が面白いと思った方が勝者となる。建前上「後攻が先攻の点数を上回っているか」で勝敗が決まるため、先攻に与えられる点数は回によってまちまちだった。1週勝つと「暫定本人」（「暫定森進一」、「暫定ユーミン」など）、3週勝ち抜くと（実際は3週のみしか行わないため、途中からのエントリーでも最終週に勝利しただけで）「本人」として認定され、幻のノベルティ「100オシリコイン」が贈呈された。一度「本人」として認定されたリスナーが別の「本人」を目指す（二冠）こともできた。敗者になったリスナーは「本人」であることが否定されるため、伊集院から叱責されるのがお約束だった。当初、伊集院はこのコーナーにとても悲観的であったが、構成渡辺が絶対当たると猛プッシュして実現した。「勝ち抜き森進一選手権」に始まり、「サドンデス松任谷由実カーニバル」、「全日本サザンオールスターズ（桑田佳祐）祭」、「谷村新司チャンピオンシップ You're king of kings」、「メークドラマ長嶋茂雄日本シリーズ」と続き、その後、中には架空の人物（古畑任三郎、ルパン三世など）や人間以外のキャラクター（ドラえもん、ピカチュウ など）の回もあった。1999年1月18日（第171回）- 2000年4月3日（第234回）。
ラジオ青春アニメ劇場 燃えろヒカル製作委員会（ラジオドラマ、全12回）
恋愛モノをベースとした珍文系ラジオドラマ。「ヒカル（伊集院）が何らかの理由で部活を辞めるが、カオリ（野村真弓）が励ますことでやる気を取り戻し、別の部に入部する」というパターンのストーリーを作っていく。しかし予算上の都合でカオリの台詞は使いまわし、ヒカル側の台詞のみを変えなければならない。終盤、「オクラホマミキサー部」（オクラホマミキサーのリズムに乗って相手の急所を的確に突く部活動）に入部してからストーリーが完全に暴走。最終回は前の回でヒカルが「金輪際部活には入らない!」と宣言するが、帰宅部も『部』がつくから部活になるんじゃないかと指摘され家にも帰られず、愛と陰謀の世紀末世界での壮大な物語となり収拾がつかなくなるかと思われたが、夢オチの亜流で一応の決着がついた。なお、最終回のみ総統閣下役として園部啓一が「2万円+出演情報の告知」という格安の報酬で特別出演している。1999年1月11日（第170回） - 1999年4月5日（第182回）。コーナーテーマ曲は「赤ちゃんと僕 」テレビアニメ版のBGM「B.b.b.(アレンジバージョン)to The Next Stage」。
豆知識予備校
話のネタとして使えるように、豆知識（≒うんちく）を紹介するコーナー。当時、伊集院自身がテレビなどで豆知識を披露することがあってもまだ「うんちくブーム」は始まっていなかった。1回目は伊集院が送られた豆知識を読んでいたが、2回目以降は鈴木順が豆知識を読む形になる（途中代役として小島慶子が読んだこともあった）。ブーム到来と前後してこのコーナーは終了、かわりに「ウソチクの泉」（前述）が始まる。1999年1月11日（第170回）の伊集院の例題から始まり、1999年11月15日（第214回）から2001年1月1日（第273回）までは、コーナー形式ではなくサウンドステッカーとして使われた。
かかったかな?と思ったら中二病
リスナーの、中学2年生頃にありがちな恥ずかしい言動（症状）を「伊集院（女医）」が診断する、あるある系コーナー。俗語として使われる「中二病」という言葉はここから広まったと言われている。ただし、俗語の「中二病」は、世代に関係なくある言動を「中二」的でみっともないと揶揄する言葉であり、伊集院が考えていた自虐や共感を含んだ本来の意味からは変わっている（中二病#概要を参照）。1999年1月11日（第170回）開始、1999年3月22日（第180回）までで自然消滅。
なお、「中二病」の現状について伊集院は「もう僕の作った時の意味と違うから言葉自体に興味無いです」とコメントしているが、2012年2月に意味をめぐってZeebraと伊集院がTwitterで論争せざるを得なくなったことがあり（伊集院光 深夜の馬鹿力の出来事#通常放送時の主な出来事を参照）、同年11月5日の「アレの名前を僕達はよく知らない」（前述）の前振りとして「中二病」に言及した際には「（中二病について）番組で取り上げるのは本当にこれで最後ですよ。めんどくさいから」と明言している。

### 2000年代

#### 2000年
天才・伊集院光プロデュース 音楽ユニット大ブレイクプロジェクト「プロデュる!?」
当時、つんくプロデュースによる歌手グループが大ブレイクしていたのを見た伊集院が、「自分も儲けたい」と称して『ASAYAN』（テレビ東京系）のパロディ風にリスナーから歌い手を一般公募、2000年4月17日（第236回）、ユニット「水死隊」（後に「焼死隊」→「変死隊」）を結成した。もちろん実際は売れ筋とは程遠い展開で、しかも男性陣の多くは顔の面白さでジャケット写真でのウケを狙って選ばれていた。またアイドル番組風のコーナー「ホップステップ東尋坊」「燃えろ!花火工場」なども作られた。発売されたCD「走馬燈」については関連書籍・CDを参照のこと。メンバーは前期の手焼きシングルCD発売の頃はいろいろと活動していたが、ファーストアルバムの制作に時間がかかり（呼ぶと交通費がかかることもあり）、「変死隊」と名が変わる直前あたりから近況報告されるだけで登場しなくなり、2001年5月28日（第294回）のCD完売発表後、しばらくしてコーナー自然消滅。
裏伊東家の食卓
自虐系の「だめにんげんだもの」に送られたネタの一つ「ビッグマックでご飯三杯いける裏技」から派生、当初「不細工伊東家」と呼ばれたが、後にコーナーとして独立した。『伊東家の食卓』（日本テレビ系）では放送されないような珍奇な「裏技」「大発見」「法則」「新競技」（具体的な内容ではなくそのタイトルだけ）を送ってもらう。読まれた後に鳴る評価の鐘（後にコイン）の音の回数で貰えるオシリコインが決まった。コーナー初期では「 - する裏技」という形式を無視した珍文は最後にまとめて「見せしめ」と称して紹介されていたが、後に「大発見 - 」「 - 法則」「新競技 - 」の形式で珍文を認めることになった。使われていた曲は『ジャングル黒べえ』のエンディングテーマであった大杉久美子の「ウラウラ タムタム ベッカンコ」。2000年3月6日（第230回） - 2001年7月2日（第299回）。
逆世界遺産 21世紀までに消したいモノ100
フリートークとFAXでの募集から派生、新世紀に残しておきたくない物事を投稿するコーナーで、時間の都合でよくコーナーをとばされながらも21世紀に入る直前に終了した。最終回ではそれまでに採用された99個の「逆世界遺産」が披露されたが、最後の1個はギャグ抜きの「いじめ」（それ以前にも「腐敗した政治家」というのもあった）が選ばれ、伊集院は当時としても古いCMネタで「かっこ悪いからね」という「正論」を盾に押し切るというネタでしめた。逆世界遺産として認定されたものとしては、「森進一・五木ひろしのモノマネ」「西田ひかるの歌」「フミヤート」「アメリカから来るダンスソング・ダンスブーム」「中日ドラゴンズのサンデーユニフォーム」「神田うののオリジナル・ブランド」「トゥナイト発のエロ言葉」など。「王様のブランチの伊集院光」も認定された。なおオープニングには、『世界遺産』（TBS系『THE世界遺産』の前身）のテーマ曲であった鳥山雄司の「The Song of Life」が流されていた。2000年1月17日（第223回） - 2000年12月25日（第272回）。

#### 2001年
クソゲーwave
学校を舞台にしたネガティブな恋愛シミュレーションゲームを作ってようというコーナー。当初は野球ゲームと恋愛シミュレーションゲームの両方に関する投稿を募集していたが、結果的に後者のみが一コーナーとして独立する形となった。本来の同ジャンルとは逆に主人公は基本的にモテないので、投稿されたネタは自虐的、童貞的なイベントばかりで学園生活トラウマ体験ゲームの様相を呈した。イベント名、イベント内容、イベント発生条件、イベント発生後のパラメーター変動などを募集する。タイトルは伊集院が司会で出演していたゲーム情報番組『GameWave』（テレビ東京）のパロディ。2001年11月13日（第318回） - 2001年12月24日（第324回）。
アニソンちびっこ大集合
または「ちびっこアニソン大集合」。タイアップなどにより歌謡曲と変わらなくなってしまったアニソンを憂い、アニメ化されていない、またはされたがふさわしい主題歌でなかった漫画作品用に伝統的アニソンの曲にあわせた替え歌を投稿する。歌詞は作品内容を上手く要約したものより、単なる作者への悪口になっていたり、そのアニメを観た当時の投稿者の感想が混じったりと脱線しがちであった。1回の放送につき2つの漫画がテーマとして挙げられた。『フランダースの犬』、『こちら葛飾区亀有公園前派出所』などがテーマにあがり、その中で『美味しんぼ』を取り扱った際に、アニメ版スペシャルの一つのエンディング曲は、伊集院の妻が歌っていたことが発覚するなどの逸話があった。2001年9月24日（第311回） - 2001年12月24日（第324回）。
ミスコン2001
女性有名人のキャラ付けを明確にして仕事を増やしてあげようという名目で、実際は付けられても嬉しくないミスコンの冠（笑いながらアリを踏み殺していそうな「ミス・アント」など）に当てはまりそうなのは誰かを募集する、有名人いじり系コーナー。2001年9月17日（第310回）に始まり、2002年1月7日（第325回）の乾貴美子をゲストに呼んでの「ミスコン2001特別編・乾貴美子さんに冠をあげよう」で終了。
僕らの番長日記
写真週刊誌『フライデー』（講談社）で連載されていた、当時の巨人軍選手・清原和博風の語り口で書かれたコラム「おぅワイや!清原和博番長日記」のパロディ。「おう、ワイや」から始まる「番長口調」で様々な人物の日記を書く有名人いじり系コーナー。2001年9月10日（第309回） - 2001年12月24日（第324回）。
ガンダム社長 / アニメ社長
世の中の事象や教訓を『機動戦士ガンダム』の登場キャラ等に例えて喋る社長の話を考えて送ってもらうコーナー。しかしガンダム社長ではキャラに制限がある（そもそもガンダムの知識がないとネタの内容が分からない）ため、途中からキャラをガンダムに制限しない「アニメ社長」（しかしアニメに限定されない）コーナーに変わった。2001年7月2日（第299回）に募集開始 - 2001年9月17日（第310回）。終盤、アニメになっていない作品の主題歌（『魔界村』、NHK教育テレビの歴史番組）を替え歌ででっちあげた事から、次の「アニソンちびっこ大集合」が企画された。
2001年度童貞センター試験
伊集院がありがちな男女の出会いやシチュエーションを問題として出題し、リスナーが「童貞力」の高い答えを回答してもらうあるある系コーナー。問題そのものの「童貞力」が高いという事態もしばしば。コーナー途中から「童貞格言」も募集するようになった。2001年6月4日（第295回）に企画提案され、2001年9月3日（第308回）で終了。
号泣オンエアバトル
今更なネタやベタすぎて面白くないネタをあえて募集、それらを絶対にやりそうもない若手お笑いにあえてやってもらい、下手に面白くなってしまったら罰ゲーム的に放送、という実験企画。前々年よりトーク中に名前だけ出てきたアンタッチャブルが、初めて番組に出演した。2001年6月4日（第295回）に企画提案され、2001年6月11日（第296回）にスペシャルウィークの新コーナープレゼンテーションとして行われたのみで、レギュラーコーナー化されることなく終了。
おやスタ
『おはスタ』（テレビ東京系）と『月刊コロコロコミック』が共同で展開する子供向けの商品企画を真似、ソプラノリコーダーやおはじきといった昔からある子供が使う遊び道具を今風にアレンジ、メディアミックスで儲ける企画を提案する。2001年6月4日（第295回）に企画提案され、2001年6月11日（第296回）にスペシャルウィークの新コーナープレゼンテーションとして行われたのみで、レギュラーコーナー化されることなく終了。
新世界物産 21世紀中に開発したいモノ100
後述の「逆世界遺産 21世紀までに消したいモノ100」から派生した、21世紀中に開発してほしいものを投稿するコーナー。投稿されたものは「なくしたいモノ」のコーナーと違って無茶な物が多く、また使用者と使用状況を著しく限定されてしまうものばかりであった。また、コーナータイトルでは「 - 100」とあるが、100近くになった時点で、ハガキが多く届くことと同時期の新コーナー（童貞センター試験、アニメ社長）が不調であったことから終了を延期され、休みがちながらも最終的に136となった。2001年1月8日（第274回） - 2001年12月24日（第324回）。
33歳T氏の場合
「T氏」こと当時の番組プロデューサー・知野（Tino、一般的なヘボン式ではなく訓令式のイニシャル）をモテさせてあげようというコーナー。名前や職業、趣味といったプロフィールをリスナーから募集し、投稿されたネタから最終的に知野が選択、そのプロフィールのまま本当に出会い系サイトに登録する。珍奇なプロフィールにも関わらず、女性からメールが来たことも。2001年1月8日（第274回）の伊集院による例題から始まり、2001年4月2日（第286回）で終了。『伊集院光の怪電波発信基地』での、実在のモデルの女性のプロフィールをでっちあげるコーナー「ミス・ユニバースへの道」の発展型といえる。
○○強化ウィーク
「人妻強化ウィーク」「モンスター強化ウィーク」など○○を含む珍文を募集し、サウンドステッカーとして放送、2001年1月8日（第274回）の伊集院による例題から始まり、2001年12月24日（第324回）で終了。『伊集院光の怪電波発信基地』のコーナー「面白日本語大辞典」の発展型といえる。

#### 2002年
嗚呼!!馬鹿の応援団 / 新・嗚呼!!馬鹿の応援団
リスナーから送られてきた応援して欲しい事柄に、伊集院たちによって作詞された馬鹿応援歌で応えるコーナー。2002年12月9日（第373回）から始まったが、馬鹿歌詞を書きたいというリスナーが多く、2003年2月3日（第385回）より応援と関係ない電波歌系となり、コーナータイトルに「新 - 」が付き2003年3月31日（第389回）で終了した。タイトルはどおくまん著の『嗚呼!!花の応援団』のパロディ。
平成珍カルタ
日本の伝統文化であるカルタを見直し、後世に伝えていこうというコーナー。「童貞カルタ」「家族カルタ」「動物カルタ」「堀越のりカルタ」が作られた。童貞カルタは番組スポンサーの週刊ヤングサンデーに絵札が掲載された。やや自虐系。2002年10月21日（第366回） - 2003年4月14日（第391回）。
デビッド・リンチ占い
電波系。デヴィッド・リンチ作品のような不思議な感じのする体験談を送ってもらい、その最後に書かれている質問に対し占う電波系コーナー。途中までの体験談はお薬が必要になりそうな内容や、投稿者の過去のトラウマが見え隠れする内容だが、最後に問われる占って欲しいことは他愛もないものばかりである。しかもすぐに「不思議な体験」ではなく、シュールな夢の情景や電波な人の主観でみた出来事ばかりになった。伊集院のお気に入りのコーナーだったが、構成・渡辺を始めとするスタッフからは「意味がわからない」とすこぶる評判が悪かった様子。2002年10月7日（第364回）開始、2002年12月30日（第376回）までで自然消滅。
ともひゃく
友達が百人できたら勝利するカードゲームを考えるコーナー。ルールやカード等の案をリスナーから募集。2002年10月7日（第364回） - 2002年11月11日（第369回）。
クレイジーRPGツクール5・1
エンターブレインとのタイアップ企画。RPGのストーリーや登場アイテム、地名、キャラクター名等の語句を「クレイジー」化する珍文系コーナー。完成したストーリーを元にRPG作成ソフト『RPGツクール5』で実際にRPGを作成し、ゲームショウでのデータ配布を行った（データ配布は初回のみで未完）。『伊集院光の怪電波発信基地』内の1コーナー「ドラゴンウエストIX」のリメイク企画で、ベースとして用意されたシナリオにもほぼ同一の部分があった。タイトルは以前伊集院がハマっていた暴走した設定のゲーム『クレイジータクシー』と『RPGツクール』から。夏限定というのもあって、シナリオは最終回にて打ち切りとなってしまった。2002年7月22日（第353回） - 2002年9月9日（第360回）。
詳細：1ランク高い武器防具はかなり高価。うようよいる「真剣十代」は、特定のアイテムが無いと攻撃力が高い。皮ジャン先生を仲間にして町を出ると、「続きは自分で作ってみよう」と台詞が出て終了（西東京西国周辺のマップとモンスターは登場している）。
オリジナル要素として『パワプロ』がプレイできたり（実際にはソフトを入れ替えてリセットをする）、鯨に乗って、島を経由して戻ってきたり、西東京西国にある塔に登ることが出来る。
脳内球団
リスナーの脳内にいる架空の野球選手のプロフィールを、スカウトマンの視点で紹介するコーナー。実際に伊集院が実況パワフルプロ野球で選手を作り、当時低迷していた横浜ベイスターズ（2002年から2011年までTBSが親会社）に入団させてチームを強化し、日本シリーズ優勝を目指した。2002年5月13日（第343回） - 2002年9月23日（第362回）。
マネーの豚
「マネーの虎」のパロディ。2002年4月8日（第338回） - 2002年4月15日（第339回）。
ミスチョイ〜嗚呼、我が人生に悔い有り〜
体験談系。人生の中で多数有ったはずの分岐点をサウンドノベル風の3択にしたものを募集し、正解（実際に選んだこと）の展開が語られる。実際にはリスナーのトラウマ的な体験と残り2つの珍奇な選択肢を募集するコーナーで、「夏のタイムマシン」と同じくトラウマを語る自虐系。2002年1月21日（第327回） - 2002年9月16日（第361回）。ただし、最終回とその前の回の間には4か月もの空白がある。
せづね絵
身の回りのせつない情景（絵）を文章で伝えるコーナー。やや自虐系より。「だめにんげんだもの」の後継コーナー（伊集院談）。2002年1月21日（第327回） - 2003年4月7日（第390回）。
クイズズルオネア
「あなたの人生が変わるかもしれない…とお思いでしょうが、砂を噛むような人生はこれっぽっちも変わりやしません」から始まる、『クイズ$ミリオネア』（フジテレビ系）のパロディ。司会はTBSアナウンサー・鈴木順。リスナーから募集した4択問題に伊集院が答えるのだが、答えは必ずAであり、それ以外はボケであった。時間がなくなったら間違えるのがお約束。コーナー途中からライフラインも募集されたが、選択肢が一つ増える「20:80」や正解を教えてくれる「自白剤」などであり、伊集院がこのコーナーで、「鈴木アナは本当になんでもやってくれる」と言うほどどうしようもないライフラインやダミー選択肢もあった。2002年1月14日（第326回）開始、2002年4月8日（第338回）までで自然消滅。短期間であるが出題部分のみサウンドステッカー化されている。
集え若人!深夜の歌声喫茶
替え歌系。童謡などの替え歌を、番組なじみの歌声喫茶に来たお客（リスナーより募集）みんなで歌う電波歌系コーナー。初めは、「アルプス一万尺」などの外国の民謡の本当の和訳歌詞を送ると言う建前であったが、途中から「翼をください」などの日本語の曲も募集されるようになった。歌声喫茶なので、毎回コーナーの最初には客に「アイスコーヒーのように見える薄めた醤油」「トイレの洗面台の水」「炭酸入浴剤を入れたバブ水」などの飲み物（?）が振舞われ、それを飲もうとすると「問題があったら営業停止になるだろうが!」と止められる。また番組なじみの歌声喫茶はなぜか毎週つぶれており、毎回店名が変わっていた。2002年1月14日（第326回） - 2002年10月28日（第367回）。

#### 2003年
タモリ笑っていいとも出演中・一方そのころコーナー
『森田一義アワー 笑っていいとも!』（フジテレビ系）に出演中のタモリの様子と、同時刻のリスナーの行動を紹介するコーナー。海外ドラマ『24 -TWENTY FOUR-』の影響にあやかり、2003年11月10日（第421回）に実験企画として放送され1回のみで立ち消え。
ディレイでいってみよう
珍文系。複数の珍文をつなげ、やまびこのように音声を加工する「ディレイ」や再生速度や音程の変更等を加えて編集、BGMにのせてリズミカルに流すコーナー。元は「ZONE」（後述）のネタの前後に一言入れる、ディレイのかかった珍文として募集されていたものが独立した。2003年10月20日（第418回）からCM明けに流され翌々週正式コーナー化。現在使用されているジングルにはこのコーナーでの発言から再編集されているものがとても多い。2004年11月15日（第474回）で自然消滅。
伊集院光 人形劇団
伊集院がなんら統一性無く買ってきたフィギュアや、そこらへんにあったものなどを使い、即興で人形劇を作るコーナー。元々はリスナープレゼント用に購入したアメリカ土産のアインシュタイン、シェイクスピア、モーゼのアクションフィギュアを使って伊集院が即興でネタを披露したことから始まる。2003年9月22日（第414回）に思いつきでFAXでネタが募集され、FAXの時点で“貧乏な母のモーゼと娘のシェイクスピアの家に借金取りの乙葉（のポスター）が現れ借金のカタとしてシェイクスピアを連れて行こうとすると『待てい！』と日刊スポーツが割って止めにはいる”と言った奇怪なネタが投稿されるなど既に崩壊気味だったが翌週から正式にコーナー化。2003年10月6日（第416回）に募集をかけたまま自然消滅。
ウソチクの泉
思わず「へぇ」と言ってしまう「ウソの」うんちくを募集するコーナー。コーナー趣旨にそった「本当のようなウソ」以外に、時折自虐ネタなどの珍文系も混ざっている。うんちくブームに対する皮肉からスタートしたコーナー。「“特製の”へぇボタン」を押した数だけノベルティがもらえた。送られてくる「ウソチク」の中にはかなり精巧な「ウソチク」も多く、「軽井沢の地名の由来は、カール・イザワという人物が明治の始めに別荘を建てたのがきっかけ」（実際の説は軽井沢#語源を参照）をくりぃむしちゅー・上田晋也がウソと知らずに『虎の門』（テレビ朝日系）の「うんちく王決定戦」で使ってしまった逸話もある。2003年5月5日（第394回） - 2005年5月30日（第502回）。
SIMPLE2003
実在する廉価ゲームソフトシリーズ「SIMPLEシリーズ」風に、漫画やアニメ、実在する人物等のキャラクターゲームをレビュー方式で紹介する3点ゲームの流れを汲んだコーナー。当然ながらゲーム内容は理不尽。また紹介文の最後に、一般の人にはお勧めできないがこういう人達なら楽しめるかもしれない、という意味を込めて「○○なら」という『ファミ通』（エンターブレイン）のレビューでよく見る文で締めるお約束があった（3点ゲームでも同じ傾向があったがあまりはやらなかった）。ちなみにコーナーの途中でSIMPLEシリーズの開発、販売元のディースリー・パブリッシャーの取締役から手紙が寄せられ、実際にゲーム化が提案されたが、ネタの大半がとてもゲーム化できるような内容ではなかったので立ち消えになった。2003年7月21日（第405回） - 2003年12月29日（第428回）。
第40回ギャラクシー賞受賞 伊集院光さんのスピーチですコーナー
伊集院が『日曜日の秘密基地』のパーソナリティとして第40回ギャラクシー賞・DJパーソナリティ賞を受賞し、ウェスティンホテル東京で開かれる授賞式に呼ばれたため、そこでしゃべるスピーチ文を募集したコーナー。2003年5月19日（第396回）に開始したが、受賞者はスピーチをしないことが分かったため、翌週5月26日（第397回）に終了。なお、授賞式の様子は2003年6月9日（第399回）にスペシャルウィークの企画として放送された（伊集院光 深夜の馬鹿力の出来事#スペシャルウィークを参照）。
ZONE
電波系。一流のスポーツ選手やアスリートが集中力を極限状態にまで高めた時にのみ体験することができると言われているゾーン。その状態と似たような体験をリスナーから募集する電波系コーナー。実際はそんな高尚なものではなく、「私はマインドコントロールされていたんでしょうか?」コーナーのようなどうかしていた体験談や妄想ばかりであった。同時期に放送されていたテレビ番組『ZONE』（TBS系）が元ネタ。コーナー末期には、タイトルコールやネタの前後の珍文が「ディレイでいってみよう」として募集されており、後に別コーナーとして独立した。2003年4月14日（第391回）から始まり、2003年10月20日（第418回）で不定期コーナー化として募集をかけたまま自然消滅。
ためしてバツテン
タイトルは『ためしてガッテン』（NHK総合）のパロディ。伊集院が趣味でやっている草野球で活躍しなかった番組スタッフへ与える罰ゲームを募集し、実際やってみるコーナー。罰ゲームのタイトルを初めに発表し、そのタイトルのみを聞いてディレクターの柳沢（当時）が選び、その後内容が発表されるという構成だった。裁定はもちろん伊集院で、罰ゲームをうけるスタッフを選ぶ基準は草野球の活躍とは無関係のものも多かった。2003年4月14日（第391回）から罰が募集され、2003年4月28日（第393回） - 2003年6月16日（第400回）のスペシャル「拡大版」と、その翌週回で終了。
着ボイス
携帯用の珍奇な着ボイスを募集するコーナー。当時TBSのモバイルサイトで他番組の着ボイス配信が開始されたこともあり、他のハイテク機器関連のネタを加え本格的に開始する考えがあったようだが、結局翌週の新コーナー開始スペシャルには含まれることなく2003年4月7日（第390回）の1回きりで消滅。

#### 2004年
いい旅夢奇文
伊集院がまだ行ったことがない穴場的観光地をリスナーに教えてもらうという建前で、実際はいろんなウソ穴場的観光地をでっちあげて送ってもらうコーナー。タイトルは旅番組『いい旅・夢気分』（テレビ東京系）のパロディ。2004年12月6日（第477回） - 2004年12月27日（第480回）で募集をかけたまま自然消滅。
脳内商店街
面白体験談募集コーナー。送られてきたネタを読む「千客万来編」とテーマの廃止と募集を行う「店長ミーティング編」に分かれる。1週間に3つのテーマ（お店）を立て、一番ネタが読まれたコーナーが次週も生き残り、残りの2つは新たにテーマを立てる、という流れ。また人気のテーマは独立コーナーとして昇格することもあった。独立はしなかったが、一番長く生き残ったテーマは「週刊クソバイトニュース」（別名・ベルトコンベアのコーナー）であり、これは最終回まで残った。2004年10月11日（第469回）に「あなたも番組にコーナーを持ちませんか? みんなでガッハッハ・説明会スペシャル」として若手お笑いの発案したテーマで募集開始、翌週のスペシャルウイークを経て「ツープラトンコーナー」と仮称を打ちレギュラー化。その後「脳内商店街」を正式名称に。2005年6月20日（第505回）に次回の募集の休止を宣言したまま自然消滅。当初は通常のコーナーと同じくらいの時間を想定していたようだが、結果的には番組後半の一時間をほぼ丸ごと使うほど長いコーナーとなった。
イジュパパの子育て日記
自虐系・体験談系。伊集院光に息子「建一」がいるという設定で、これからどういうふうに子供を育てていくかを考えていくコーナー。その際、伊集院は「(1)育児に関しての専門家に」「(2)このような事例があるという」「(3)育児書の一例を教えてもらう」、というのは建前で、実際は「(1)リスナーに」「(2)小さい頃の面白エピソードやトラウマを」「(3)記憶の中から探り出して送ってもらう」という自虐系コーナーである。2004年5月31日（第450回）に募集開始 - 2004年10月11日（第469回）に募集をかけたまま自然消滅。
田代ファンド〜ネタオークション〜
番組アルバイト（当時）であり芸人である田代32などの若手芸人に面白いネタを送り、それを若手芸人がオークションで落札し、その落札金額と、そのネタを若手芸人が舞台などで使いお金を儲けた場合のギャラ0.1%とを、ネタを送ったリスナーに還元するコーナー。開始当初の落札者（若手芸人）は数人で、落札価格も100円台が多かったが徐々に参加者が増え、それにつれて額面が大きくなり500円を超えるネタもあった。2004年2月23日（第436回） - 2004年3月29日（第441回）で募集をかけたまま自然消滅。
思エロセピアエロ
リスナーが過去に体験したエロにまつわる体験談を募集するコーナー。後のコーナーである平成ハレンチ学園と違い、自ギャグの詩のようなトラウマになっているような体験談を募集するコーナーであった。元は2004年2月16日（第435回）思エロセピアエロSPの企画で不定期コーナーとなったが、数回やったのみで自然消滅。
ガチャろく5
「SIMPLE2003」の後継コーナー。アジェンダが開発、ソニー・コンピュータエンタテインメントから発売されている『ガチャろく2』の次々々回作に入るようなミニゲームのタイトル、ゲーム内容、操作方法をリスナーから募集する。本物のアジェンダの社員からの投稿も寄せられメーカー全面協力となり、開始後まもなくゲーム内で使われているBGMや効果音をコーナーで使えるようになった上、コーナーに送られてきたゲーム案の一部を次回作に入れる約束が交わされるまでになった。しかし『ガチャろく3』は現在の所発売されていない。2004年1月5日（第429回） - 2004年5月31日（第450回）で自然消滅。

#### 2005年
普通のどうかしているお便り
頭の中で「トルコ軍歌」が流れてくるような、不思議な感覚に陥った体験を募集するコーナー（例：昼間に雨戸を全部閉め切って夜を味わっていたら、外が、部屋が、自分が無くなっていく感覚がして怖くなった）。2005年10月10日（第521回）に例をあげて募集、翌週不定期コーナーとして放送され、さらに翌週テリー・ギリアムのインタビュー時にハガキの内容を引用したのみで自然消滅。
落語リハビリ
伊集院が落語家修行時代、必死に覚えたはずの落語を忘れてしまい、わずかに覚えている3つのキーワードからリスナーに思い出させてもらうという建前で、デタラメな小噺を募集するコーナー。一番面白い噺を書いたリスナーには伊集院から亭号・屋号と名が贈られた。当初は実在する古典落語のキーワードがお題とされたが、後半は珍奇なタイトル（「ゲノム長屋」「マシン問答」「さるかに大戦」「愛のままにわがままに僕は八兵衛だけを傷つけない」など）とキーワードが提示されるようになった。最後には逆にリスナーからタイトルとキーワードが送られ、これをもとにした新作落語を伊集院が披露した。2005年6月27日（第506回） - 2006年1月30日（第537回）。
ワード予測オレ流
珍文系。リスナーの携帯電話の予測変換機能がどのように働いているかを調べるという建前で、実際にはリスナーが三段落ちで同じ二文字から始まる言葉を書き連ねて送るという珍文系コーナー。2005年6月27日（第506回）に募集開始 - 2005年12月19日（第531回）で自然消滅。
青春時代クソミュージックボックス
伊集院扮する「DJヒカル」が、リスナーの青春時代の懐かしい思い出と音楽…という建前で、一見真面目だがでっちあげの思い出と、電波歌詞を募集するコーナー。本物の曲が流れている後ろでつい電波歌を口ずさんでしまい、これがミキサー岡部のミスで流れてしまったという設定で毎回ボケ倒していた（挙句、コーラスやデュエットではアルバイトの河野がフラフラと入ってくるという設定）。コーナーの構成はさながら一つの番組のような形式になっており、テーマソングの『あの時君は若かった』（ザ・スパイダース）をバックにオープニング口上を述べる、などコーナー内では本物のDJの様にふるまっていた。当時『日曜日の秘密基地』で共演していた当時のTBSアナウンサー・竹内香苗が深夜帯に出勤する際このコーナーをタクシーの中で聴いていたのだが、竹内は伊集院らが本当に生で歌い、ミキサーも毎回ミスしていると思い込んでいた、という逸話も（2005年11月14日放送分より）。番組ホームページの投稿フォームでは「ウソの歌詞は送らないでください」というお約束のボケも。2005年6月20日（第505回）に募集開始 - 2005年12月19日（第531回）で自然消滅。なお2006年10月2日（第571回）の緊急特番では、コーナーの合間に「喉の調子が絶好調だった頃の懐かしのバカ歌」として数曲が流れた。2015年2月23日（第1010回）では、「僕の好きな・あなたの好きな番組歴代コーナーベスト18」の第2位にランクインされたことを受け、久々に新作の電波歌（曲はSEKAI NO OWARI『Dragon Night』）が披露された。
勝手にブログ
有名人いじり系。自分のブログを持たない芸能人達のために、リスナーが勝手にブログサイトを開設してしまおうという趣旨の有名人いじりコーナー。2005年6月20日（第505回に募集開始 - 2005年9月5日（第516回）で募集をかけたまま自然消滅。
時代のキーワードはチンポでとらえろ! / チンポでわかりましょう
専門用語の多い説明ではわかりにくい世の中の出来事・現代用語を、「チンポ」をはじめ下ネタに置き換えてわかりやすく解説するコーナー。2005年6月20日（第505回）から募集開始 - 2005年8月22日（第514回）で自然消滅。
声に出してみたいけど分からない日本語
既存の言葉で表現できない曖昧な物事に、新たに名前を付けるコーナー （例：エロマンガだけど、いつかストーリー漫画を書きたいという熱意に溢れている作品→エロマンガA）。タイトルは齋藤孝著『声に出して読みたい日本語』より。2005年6月20日（第505回）に募集開始されたが翌週1回行われたのみで、翌々週に終了を宣言。
ブーム再来
「脳内商店街」で5週生き残った「三人ぐらいで流行ったブーム」が2005年5月16日（第500回）に独立したコーナー。リスナーから自分の身近な友達間でしか流行らなかった本当にあったマイブームを募集し。それをスタジオでスタッフやアルバイトと実施して検証してみたりしたが、小学生の頃考えた、意味のわからぬ流行りそうも無いものが多かった。2005年6月13日（第504回）で自然消滅。スペシャルウィークに、海などに行ってスタジオではできないものを実際にやってみるという案もあったようだが実行はされなかった。
渡辺校長の平成ハレンチ学園
童貞系。「脳内商店街」内の「学校生活での薄〜いラブ体験」が2005年1月24日（第484回）に独立したコーナー。伊集院扮する教頭がリスナーから送られた薄い（大半は第三者から見て取るに足らない）ラブやエロを感じた体験を紹介するコーナー。構成作家の渡辺雅史扮する校長が正座・反省文・停学・退学などの10段階の裁定を下す（初期は小文字のa-z評価で、大文字のA=キスまでの間にある行為として評価が下されていた）。童貞である校長の裁定は非常に厳しく、まったく異性の登場しない妄想主体の体験談でも「停学」以上にされることが多く、特に体操着・ブルマー・水着が出た話に対し厳しかったり、「プレイ（いわゆるイメクラにありそうなシチュエーション）」「エキス（女子との直接的、または間接的接触）」禁止などの「校則」がある。「女子校」という単語を聞いただけで退学処分を食らわした事もある。一応、「問題無し」という裁定もあったが、ほとんど使われることは無かった。2005年4月18日（第496回）の「新任教師赴任スペシャル」では、みうらじゅんと竹内香苗、2006年2月20日（第540回）のスペシャルウィークでは倖田來未、アンタッチャブル、教育実習生として小林麻耶（当時TBSアナウンサー）が「先生」としてゲスト出演し、渡辺校長とは違った視点で裁定を下した。2006年後半以降は良いネタがたまってから行われる不定期コーナーとなったが、2007年4月9日（第599回）を最後にコーナー乱立の中で自然消滅。映画『ハレンチ学園』のオープニング曲「ズビズビロック」がコーナーBGMとして使用された。

#### 2006年
乳酸の向こう側
伊集院が自転車に乗ったり、夜の散歩中に聞いているiPodに、リスナーやプロデューサー・池田が薦める曲を入れておき、次週に“来た”と感じた曲を紹介する。タイトルは長距離サイクリング中の“乳酸が身体に溜まった状態を越えた”ランナーズハイ（伊集院曰く「サイクリングロー」）風の感覚から。2006年11月20日（第579回）のフリートーク中に「サブリミナルリクエスト」の名で募集開始され、翌週と2006年12月18日（第583回）にコーナーとして放送され、以降はフリートーク中に時々曲について語られた程度で、伊集院に曲を薦めるための投稿フォームとして残っていたが、2011年3月になって投稿フォームも消滅。
犬棒2008
カルタ系。古典的な「いろはかるた」の読み札に込められた教訓やことわざは現代人には伝わりにくいため、2008年度版を作ろうというコーナー。頭の一文字と元の意味を変えずに今風にするもので、川柳系コーナー同様に「自虐ネタ」「だめ人間ネタ」「芸能人ネタ」が多い。コーナー数が増えたこともあり、途中から不定期コーナーになったものの、カルタは無事完成し終了。2006年12月18日（第583回） - 2007年11月5日（第629回）。
エンタの何様
2006年11月13日（第578回）のフリートークから発生。リスナーがテレビなどで発見した、面白いギャグを言う新人お笑い芸人の発言を書いて送る（という建前で、実際は有名人やタレントの痛い発言・ギャグではない天然ボケなどを「ネタ」とみなしてからかうもの）という久々の芸能人いじりコーナー。2006年11月27日（第580回） - 2007年8月27日（第619回）。
なお、このコーナーの開始当初のフリートーク（2006年12月18日・第583回）によると、『エンタの神様』（日本テレビ系）を批判していた伊集院に対し、『エンタの神様』のプロデューサーであった五味一男から「2人でトークショーをしよう、客は全員“アンチエンタ”でいいし、全力でお前をねじ伏せる」とのメッセージを人づてに聞かされたという。伊集院はそのことについて、温和に話そうとしていたものの、五味を「ゴミクズ、スクラップ」と罵り、明らかに怒っていた。10分程度この件に関して話し、最終的には「変わった人だとは聞いてたけど、ここまでとは。お前が来いよ。でもお笑いの考えが違うから絶対噛み合わないけど」と言うも、これ以上関わりたくないのか「家族もある人に、死ねばいいと言ったのは悪かったね、一生うんこで出来た家に住まなきゃいけなくなれ、人糞だぞ」と笑いで締めくくった。
久夛ちゃんこれで儲かるよ
当時発売が発表されたドライビングシミュレーターゲーム『グランツーリスモシリーズ』の最新版『グランツーリスモHD』について、登場する車やコースに課金制度を導入することを東京ゲームショウ2006の基調講演で熱く語っていた「久夛ちゃん」こと久夛良木健（当時ソニー・コンピュータエンタテインメント社長兼CEO）に、今のゲームはこういう部分からお金を取ればもっと儲かるよと教えてあげるコーナー。2006年10月9日（第573回）と翌週の2回のみで自然消滅。
200文字でやっつけろ
電波系。雑誌でよく見られるいいかげんな映画や音楽、書籍などの紹介記事風の、やっつけ仕事のような文章を200文字に収めて送るコーナー。2006年8月28日（第567回）開始、2007年3月19日（第596回）までで自然消滅。
赤坂25時 カリスマホストへの道
替え歌系。ホストに憧れる伊集院が一流のホストになるために、番組を聴いているホスト（もちろん実際は普通のリスナー）の人達から自分の店で流行っている、客が大塚愛の「さくらんぼ」のカラオケを歌っている時の「コール」（合いの手）を募集するコーナー。要は曲にあわせて珍言妄言を吐いていく、バカ歌系コーナーである。なお、「赤坂」は、TBS放送センターがある町で、繁華街としても知られている。2006年8月28日（第567回）に募集開始、2006年9月18日（第570回）で自然消滅。
俺の小まん / さよなら俺の小まん / やっぱり小まんが好き
童貞系。「ハレンチ学園」での「ロッテのキャンディー『小夏』の個包装に書かれたキャラ紹介（『小夏の家は海の見える丘の上にあります』など）を読んで、小夏ちゃんに恋をしてしまった」という投稿から、伊集院が早速買ってこさせた「小梅」でも同様なのを確認。そこから童貞ではとても手に負えない感じの、大人な「完熟マンゴー味の『小まん』」ちゃんのプロファイルを作り上げる、ということで始まったコーナー。コーナー後にメール投票を行い、上位3つを公式プロファイルとして決定した。ロッテがいつまでたっても商品化しないという建て前で終了し、「いい女」作りとは正反対なプロフィールを作る「さよなら俺の小まん」へ。2006年8月7日（第564回） - 2006年10月9日（第573回）。
次に「俺の小まん」で築き上げたいい女像をぶち壊す、やっかいな「オッサン」や「オバハン」風な、ダメ人間な小まんの行動を投稿するコーナーに変更。2006年10月16日（第574回） - 2006年11月13日（第578回）。
さらに翌週、一度貶められた小まんのイメージを払拭するようなちょっとした彼女のいい面を見つけた、と報告するコーナーになったが、1回のみで自然消滅。
伊集院の『お〜い俺』
川柳系。「俺ら百ニート一首」を受け継いだコーナー。伊藤園「お〜いお茶」のラベルに書いてある俳句の中から一句を伊集院が選び、その句の一部をもじって面白おかしくしてみようというもの。中には俳句の言葉を殆ど全て変えてしまう（例えば「夏期講習」という言葉があれば「かき」のみ残して全部変えるなど）ものから、俳句の形式である五・七・五にすらなっていない作品もある。内容は真っ当な添削から自虐系、果ては珍文系までいろいろ。しかしネタ元の伊藤園からクレームが来たらしく、募集をかけたままコーナーは打ち切られた。2006年7月3日（第559回） - 2006年11月20日（第579回）。
ドブス頂上決定トーナメント ブス1グランプリ
プロレスの登場シーンを模して、ブス同士のリングアナウンスを送るコーナー。キャッチフレーズ、リングネーム、紹介文の 3 つで構成されたアナウンスを、伊集院が声を張り上げて行う。勝敗は、より付き合いたくない方が勝者となり、その判定はブースの外にいるスタッフのプロデューサー・池田、AD・中山、アルバイト・河野の多数決で行われる。リングアナウンスは事前に収録しているが、その際のテンション上げすぎから来ると思われる偏頭痛により度々中止になるため自然消滅。2006年5月29日（第554回） - 2006年7月24日（第562回）。
ネーミングクエスト
『ドラゴンクエストシリーズ』のモンスターの種類と、新たに付ける名前とその理由（有名人いじりネタや見た目からの下ネタなど）を書いて送るコーナー。2006年5月1日（第550回）の伊集院のゲームキャラクターの名前付けに関するフリートークから派生、FAX・メールによる募集からコーナー化したもの。ドラゴンクエストのモンスターをリスナーが知っているということを前提にしていないので、その都度モンスターの外見や特徴を説明せざるを得ず、無理があったようである。2006年6月26日（第558回）までの3回のみで自然消滅。
ドキドキ冒険伊集院島ゲーム
自虐系。『アンゲーム』という欧米のすごろく形式のゲームのパロディで、「伊集院島」という架空の島にある場所・動物・物をマスとして作っていくコーナー。ネガティブな内容ばかりのマスが作られていた。2006年5月1日（第550回）開始、2007年2月5日（第594回）までで自然消滅。2007年正月の「お正月だよ録音スペシャル」内にて実際に伊集院・構成渡辺・若手芸人で遊んでみるという企画が放送された。ハガキを読む時に流れるBGMは「ひょっこりひょうたん島」。
僕の中のアイツ
雲の上の存在のような有名人でも、よくよく考えてみると実は自分とこんな共通点があった、と報告するコーナー。しかし憧れの有名人とのいい面での共通点ではなく、嫌っている有名人との悪い面での共通点ばかりを取り上げる、有名人いじり系かつ自虐ネタ系コーナーであった。2006年2月13日（第539回） - 2006年3月6日（第542回）で募集をかけたまま自然消滅。
俺ら百ニート一首
川柳系。ニート社会にぴったりはまる和歌で遊ぼうというコーナー。タイトルは小倉百人一首のもじり。毎週出題される上の句を聞き、下の句14文字を書いて投稿する。後期には下の句が発表され、上の句を送る場合もあった。五・七・五を無視した長文を書いてくるリスナーもいたが、滅多に読まれていない。2006年1月9日（第534回）から募集開始され、2006年6月26日（第558回）までの18首で終了。
〜日経読んで包茎治そう〜ウィークリー・バ株式情報 / ゲスダック株式情報
下ネタ系。自称経済アナルリストのリスナーが送る適当な株情報を信じて、伊集院が正月にパチスロと競馬で儲けたあぶく銭約20万円に、更に以前のスペシャルウィークの企画でニッポン放送株を買ったときの20万円を加え、これを元手に株を買っていき、利益でスタッフの誰かの包茎治療手術を行うという2006年1月9日（第534回）に始まったコーナー。日本経済新聞からクレームが入ったらしく、2006年2月13日（第539回）からコーナ名を「ゲスダック - 」（NASDAQのパロディ）に改名。そして、CMソングやキャッチコピーを模した強引な下ネタのダジャレ替え歌の投稿が大半を占めるようになり、結果CMをテレビで流すことができる、株価が高い一流企業の株情報しか採用されず資金不足、または未上場で買えないという事態になった。初めから毎週マイナス記録を更新、最終的に51,458円の赤字となり、残金すべてを「真性（包茎）の超被っているファン」というダジャレで選んだ新成長株ファンドに投入、利益が出たら発表すると宣言し2006年5月29日（第554回）で終了。

#### 2007年
ゆるい呪いコーナー
呪いたい人に対して「死ねばいいのに」と思って本当に死んでしまったらシャレにならないので、「生涯、割り箸を割った時の左右のバランスが変であれ!」の様な微妙な不快さを与える呪いを考えるコーナー。コーナー乱立で時間の余裕が無いため、ジングルとして流されていた。2007年8月27日（第620回）からスタート、2007年12月17日（第635回）を最後に3年以上もコーナーが行われていないという状態が続いたが、2011年3月になってようやく投稿フォームが削除された。
ナイナイアルアルコーナー
お笑いのあるあるネタは枯渇しつつあるので、新たに「絶対にありえない状況におけるあるあるネタ」を募集するコーナー。「服の代わりにピーナッツバターを塗っているときのあるある」（初回）のようなテーマがほとんどだが、「クリスマスイブの夜、一流ホテルのスイートで彼女と2人っきりのときのあるある」（2007年12月24日）や「木村拓哉が総理大臣になるドラマのあるある」（2008年6月16日、フジテレビ系でそのような内容の『CHANGE』が放映されていた時期）といった、皮肉で「ありえない」としたものを募集したこともある。テーマ曲はBLACK BOTTOM BRASS BANDの「ストロベリー・ダンス・アワー」（関西テレビ・フジテレビ系『発掘!あるある大事典』のテーマ曲）。ネタが読まれた後、構成の渡辺が「ある！ある！」や「ある？」等といった音声を流して判定する。一時期は「何でも流行に乗ろうとする」矢口真里や「青森県と他県との違いをやたらと自慢する」新山千春がネタの対象となることが多かった。2007年8月27日（第619回） - 2011年7月18日（第822回）。
（読書の秋特別企画）伊集院光著「のはなし」読んでもないのに読書感想文
伊集院光が執筆し、当時出版されたばかりの『のはなし』（宝島社、ISBN 978-4796660945）を読んだという建前で、明らかに読んでないと思わせる的外れな感想文を募集するコーナー。250文字以内という制限があり、以前の「200文字でやっつけろ」の対象作品限定のリバイバル版といえる。2007年10月8日（第625回）の1回のみで終了。
音5・7・5
川柳系。毎回ある効果音をお題にして、それからインスピレーションで川柳をつくる。タイトルや内容は伊集院が司会を務めていた『カシャッと一句!フォト575』（NHK BSプレミアム、当コーナーの放送当時はNHK BS2）のパロディ。末期には、最後の部分を「〜どブス」で締めるネタが多く寄せられた。2007年8月27日（第619回） - 2008年11月3日（第681回）。
3段オチ日本代表 ホップ・ステップ・ジャパン!
3段オチコーナー。毎回11人の芸能人の中から3人を選び、状況や質問に応じて、どう答えるかを考える。2007年8月27日（第619回） - 2007年10月15日（第626回）。伊集院本人は「難しかった」と反省している。
夏休み特別企画「カブトムシの秘密」
自虐系。学研の「99のひみつシリーズ」の「カブトムシの秘密99」を読んでいないような現代っ子に、カブトムシについての「うんちく」を3段ネタにして送るコーナー。1・2番目はまともなカブトムシに関する知識が語られるが、3番目にはダメ人間ネタや、過去のトラウマエピソードが長々と語られる。好評のため、期間延長。最終的には短編小説レベルの長文が3番目として読まれていた。2007年7月30日（第615回） - 2007年10月1日（第624回）。
5W1H1I1W1Hコーナー
Eddy Wataの「La Bomba」に乗せて、番号のふられた「いつ(When)」「どこで(Where)」「だれが(Who)」「だれと(With)」「なにを(What)」「どうした(How)」（本来の5W1Hは「With」ではなく「どうして(Why)」）、一方そのころ「俺は(I)」 「何を(What)」「どうした(How)」の文節を選出、偶然に文章全体が意味の通るものとなったら成功というコーナー。2007年6月11日（第608回）とその翌週のスペシャルウィークで行われたが、不発続きで終了した。
リストカッターケンイチ
自虐系・体験談系。少しでも嫌な事があるとすぐにリストカットしてしまう、精神的に打たれ弱い「ケンイチ」君の行動を、子供向けアニメ風に書いて送る、自虐・だめ人間系統のコーナー。「ケンイチ、◯◯◯の巻」というタイトル（とてもリストカットに追い込まれるとは思えないものも多い）で、『新オバケのQ太郎』主題歌のインストに乗せて彼の日常が紹介されるが、次第に心が凹む状況に追い込まれ、最終的には彼が手首を切ったことを意味する『みなし児のバラード』のインストが流れる。後期には実体験をもとにしたネタを送る人も増え、自虐ネタ系の傾向が強くなった。2007年4月30日（第602回） - 2007年12月31日（第637回）までに自然消滅。2005年6月27日（第506回）のweb配信で語った「リストカッタージュン」という珍奇な話が設定の元になっている。
やばいかあちゃんコーナー
タイトルは島田洋七の小説『佐賀のがばいばあちゃん』のパロディ。自分の母親の、特に思春期以降の男子にとってキツく感じる体験を募集する、やや自虐系なコーナー。「もうなんか読んでてキツいから勘弁してくれ」という伊集院の切なる願い(?)故か放送回数は少なかった。コーナーのテーマ曲はクイーンの「ボヘミアン・ラプソディ」。2007年4月30日（第602回） - 2007年7月23日（第614回）。
火ダネを投げ込め
平和志向の芸能界に根拠のない「火ダネ」を投げ込み、ケンカさせようという有名人いじり系コーナー。プロディジーの「Firestarter」に乗せて（初回のみディープパープルの「BURN」）、送られてきたデマを次々に読んでいく。2007年4月23日（第601回） - 2007年9月10日（第621回）
新カテゴリー美女コーナー
当時、流行の「エロかっこいい」から始まり、「ブス可愛い」とまで言われだしたので、無理のあるカテゴリを作る有名人いじり系コーナー。オープニングのテーマ曲は倖田來未の「キューティーハニー」。2007年4月23日（第601回） - 2007年9月3日（第620回）。
今週の太田総理
『太田光の私が総理大臣になったら…秘書田中。』（日本テレビ系、通称「太田総理」）内で、どのようなマニフェスト（議題）が掲げられ、ゲストの反応など、どのような展開になるかを予想する有名人いじり系コーナー。2007年4月23日（第601回） - 2007年5月21日（第605回）間の3回のみで自然消滅。
夢太郎がくる
電波系。「仮面を被りマントをつけて、全身タイツ」、「胸にはトレードマークの漢字一文字」、「長靴を履いている」、「袋を持っていて、中に何が入っているかは会った時に見せてもらえる」、これらの特徴を持つ架空の人物「夢太郎」の事を強く念じながら眠り、その時に見た夢の詳細を送ってもらう電波系コーナー。テーマ曲は「夢廃工場99」と同じく宮城まり子の「夢を見たの」。2007年4月16日（第600回） - 2007年7月9日（第612回）。
おしえて俺DJ
自分が中学時代に持っていた悩みに対し、大人になった自分がDJとして答えるコーナーになる予定だったもの。募集開始は2007年4月16日（第600回）のコーナー乱立スペシャルだが、結局一度も行われずに終了。伊集院曰く、自分への戒めとして投稿フォームを残している（2007年9月10日放送分のエンディングで発言）とのことだったが、2008年5月にそれも消滅。
大バカの壁
2007年2月5日（第590回）のフリートークから派生。タイトルは養老孟司の著書『バカの壁』のパロディ。街中の味ある頭の悪い落書き（たとえば「巨乳」と書くところを「臣乳」と書いたものなど）を送る初の写真ネタコーナー。2007年2月19日のスペシャルウィークでは「大バカの壁巡りの旅」として、送られてきた落書きを実際に見に行く企画を行った。このコーナーでは、ノベルティーに「深夜の馬鹿ード」のほかに伊集院のサイン入り「大バカの壁ポラロイド写真」が付いてきた。コーナーのオープニング曲はモデスト・ムソルグスキー作曲の『展覧会の絵』（ラヴェル版）の「プロムナード」。投稿された落書きの文字を読み上げる時のBGMはグスターヴ・ホルスト作曲の組曲『惑星』の第4曲「木星」。2007年2月12日（第591回） - 2007年8月27日（第619回）。

#### 2008年
デブとドブスがコンブリオ
ジョスカン・デ・プレ作曲の「心惹くこの形見の衣よ」(Dulces exuviae)にのせて、デブやドブスの様々な発言やシチュエーションを紹介するコーナー。「音5・7・5」のコーナー末期に多かった「ドブス締め」の句の発展型といえる。デブネタの場合、伊集院が自覚してしまうものもあり、ドブスネタでは伊集院が「良いドブス」として取り上げることもある。2012年からは「デブのみ」「ドブスのみ」でコーナーを占める事が多い。
「心惹くこの形見の衣よ」は、TBSラジオの2008年10月改編でこの番組の放送後の時間帯にスタートした『OTTAVA con brio』（TBSラジオでの放送は2010年3月終了）のテーマソング。この曲が深夜番組にあるまじき眠りを誘う曲調であることを伊集院が取り上げたことから設けられた。勝ち抜きカルタ合戦に「ドブスカルタ」として統合される形で終了。
2008年11月10日（第682回） - 2014年2月10日（第956回）
顔コレクション 十面鬼
様々な状況を紹介し、遭遇した人間の喜怒哀楽では言い表せない複雑な顔の表情を想像しようというコーナー。
タイトルの十面鬼は特撮番組『仮面ライダーアマゾン』に登場する敵組織の首領からとられた。コーナーのオープニングには、伊集院のタイトルコールの後に子門真人の「アマゾンライダーここにあり」（『仮面ライダーアマゾン』の主題歌）が流れる。
2008年11月10日（第682回） - 2012年12月31日（第897回）
ツンデレ善行
自分の行ったちょっとした善行が、実は悪意をもって行われたかのように語るコーナー。投稿数が少なく、2008年11月24日（第684回）の1回のみで終了。
絶対見逃せ
この番組のリスナーの嗜好とはかけはなれた「絶対に見逃したほうがいい」お薦めしないテレビ番組をあえて観て、表向きには誉める形で感想を書いて送るコーナー。『グータンヌーボ』（関西テレビ・フジテレビ系）と『恋するハニカミ!』（TBS系）を交互に「見逃し」続けることになると気づき終了。2008年11月10日（第682回） - 2008年12月1日（第685回）。
これだけ走ったよ
ダイエットのための運動で、やる気を保つためのユニークな目標やシステムを考えるコーナー。テーマ曲はヴァンゲリスの「炎のランナー」（同名映画のテーマ曲）。2008年11月10日（第682回） - 2008年11月24日（第684回）の2回のみ。
日常モンスターハンター
理不尽なクレームをつけてくる「モンスター」こと客を目撃・体験したことを報告し、伊集院が分類するコーナー。タイトルの「モンスター」はモンスターカスタマーから。「読んでると凹む」（伊集院本人は「読んでいるとしょっぱくなる」と表現）という理由から打ち切り。2008年7月7日（第664回） - 2008年10月27日（第680回）。
いのしんさん
その言葉の字面や音の響きから連想される意味と、実際の意味がまったく違う例を送ってもらうコーナー。例「ゴルゴンゾーラ」…ゲームで何度か形態変化をするラスボスの名前に思えるが、実際はチーズ。タイトルもイノシン酸が「猪熊新造さん」という人名の愛称のように聞こえることから。BGMは谷山浩子の「ねこの森には帰れない」で、かつて伊集院が深夜放送で声だけ聞いていた時のイメージと、実物の写真を見たときに感じたギャップから。2008年6月30日（第663回） - 2009年1月19日（第692回）。
ダジャレGメン
伊集院が「『商品に敢えて駄洒落のネーミングを使うって逆におしゃれじゃね？感』が気に入らない」と言う発言から始まり、キャッチコピー、番組やCM中の選曲や台詞などに隠されたダジャレや語呂合わせという「犯罪」をGメンとして「検挙」していくコーナー。しかし、当然「ダジャレ止めろ！」と番組による業務改善命令や強制執行が出来るはずも無く「いつまで経ってもやめないので」と終了。2008年1月21日（第640回） - 2008年6月9日（第660回）。
1億人が泣いた!感動のつくり話
伊集院が実際に目撃した「おばあさんを乗せたサイドカーが停まっていた」という状況から想像を膨らませ、感動のエピソードをでっちあげるコーナー。一般の人が涙しそうなシチュエーションが求められ、ウケ狙いのネタは採用されにくい（伊集院談）。2008年1月14日（第639回）に募集を開始するも他コーナーに押され放送回数は少なく、2008年3月31日（第650回）を最後に放送されなくなった。その休みぶりは（主に自虐）ネタにされていたが、結局2008年8月頃に投稿フォームも消滅。

#### 2009年
巨匠・伊集院監督のテンション高めで良い曲ぶつけりゃハイOK!!
何でも無い文章でも、エンディング場面で「ファンキーモンキーベイビーズの『ちっぽけな勇気』でもかけてりゃなんとかなる（感動のシーンっぽくなる）んじゃねえか?」という発想で、投稿された怪文・珍文・電波文・自虐文を読んだ後に、場が盛り上がるようなヒット曲をBGMとしてかけてみるコーナー。2009年9月28日（第728回）開始、2009年12月14日（第739回）を最後に放送されなくなり、それから1年3か月後の2011年3月に投稿フォームが削除された。
つかなくてもいい嘘コーナー
タイトル通り、「つかなくてもいい嘘」を1行でしたためるコーナー。2009年10月12日（第730回）に伊集院が投稿者のラジオネーム（「ピーマンがうまい（嘘）」）から勢いのみで制定。しかし投稿内容の趣旨がリスナー・伊集院共に不明確でズレがあったため2009年10月19日（第731回）の1回のみで終了。
嘘るるぶ
ウソだらけの観光情報を紹介するコーナー。ウソの観光地をでっちあげる2004年の「いい旅夢奇文」コーナーに近いが、こちらは実在の観光地にまつわるデタラメな情報を考えるもの。なお、「るるぶ」はJTBパブリッシングが発行する有名な観光ガイドブック。2009年3月23日（第701回） - 2009年5月18日（第709回）。
早熟おじいちゃん
リスナーの平均年齢が高いことから「おじいちゃんの若い頃は〜」と言う切り口で、若者が知らず、かつ聞いて驚くような数年から数十年前の風俗・流行・文化などを投稿してもらうコーナー。テーマ曲はZZトップの曲（"ZZ"と"ジジイ"をかけている）。2009年2月23日（第697回） - 2009年3月23日（第701回）。

### 2010年代

#### 2010年
性のコーナー
2010年4月頃から「空脳アワー」で読まれていた「性の目覚め」が分離。リスナーが性の目覚めを感じたエピソードを紹介する。同年5月からは、読み上げられたエピソードの最後に、伊集院が納得した場合は「おーはよぉーござぁいまぁーす!」と伊集院が叫んだ後、ラジオ体操の歌が流されている（後にBGMとして最初から流される様になる）。オープニングテーマはライオネル・リッチーの「Say You, Say Me」を使用（「性」と「Say」のダジャレ）。「性の目覚め」の他には、自分流の自慰のやり方「俺のやり方」(BGMはフランク・シナトラの「マイ・ウェイ」)、自慰しているところを親に見つかってしまった体験「自慰メン」(BGMはGメン'75のテーマ曲)、好奇心から実験をしてしまった「デンジエロ」(BGMは成田賢の「ああ電子戦隊デンジマン」)、その他ノンジャンルのネタも取り上げていた。2010年9月13日（第788回） - 2013年9月9日（第933回）
新しいお母さん、新しいお父さん
2010年7月から8月にかけての「ナイナイアルアルコーナー」において2回にわたり「新しいお父さん」をお題に据えた事から、ステップファミリー（再婚）経験のない伊集院が連れ子体験はどんなものか体験談を募集するコーナー。妄想や作り話は禁止。伊集院は「義理の兄弟（姉妹）が異性の美人でドキドキした体験」等を期待し、かなり軽い気持ちで募集をかけた（投稿フォームにも「くれぐれも、自分の中で処理できている方に限ります」「悲しい話は、こちらが処理できませんのでゴメンナサイ」などの条件が書かれていた）のだったが、実際は重い投稿ばかりだったため2010年8月30日（第775回）の1回のみで終了。
普通
井上陽水「東へ西へ」の「昼寝をすれば夜中に眠れないのはどういう訳だ」のような、思わず力が抜けてしまうごく普通の言葉を募集するコーナー。伊集院が井上の娘、依布サラサと共演したことがコーナーのきっかけ。途中からあまりの投稿数の多さに「一普通入魂」として一人当たり週1通のみの投稿に絞るよう呼びかけている。伊集院はこのコーナーについて、「間違いなく短命」「5分以上はやっちゃダメ」「夏明けにはこのコーナーはありません」としていたが、結局夏が終わる頃までダラダラと続いた。伊集院本人が気に入ったネタには、「変なガラでもシャツはシャツ」「準グランプリは悔しい」「牢屋はつらい」「変な名前のお医者さん」「喪主は生きている」「筆圧の強い女」「5人兄弟はにぎやかだ」「ズボン」などがある。2010年6月14日（第765回） - 2010年9月6日(第776回)

#### 2011年
ラジオ珍夜便
『ラジオ深夜便』（NHKラジオ第1など）で読まれそうな「お便り」を募集するコーナー。「深夜便にピッタリのペンネーム」で「毒にも薬にもならないお便り」でなければならないが、追伸は「珍奇」「馬鹿」なものでよいことになっている。
2011年10月3日に、裏番組である『深夜便』の、他の深夜番組とは異質な人気ぶりについて話をしたところ、翌週10月10日にリスナーから『深夜便』で読まれそうなハガキが3通送られてきて、「一回りして面白い」ということから始まった。
正式なコーナーとしては2011年10月24日（第836回）の1回のみで終了。
2011年8月それぞれの夏
TBSラジオが「60期連続聴取率No.1」を記念したクオカードをリスナーへのプレゼント用に製作し、当番組にも割り当てがあったため、スペシャルウィークに行われたコーナー。「栄冠は君に輝く」に乗せて、メールで募集したリスナーのそれぞれの夏の思い出（高校野球で活躍する高校球児とは真逆の、「自堕落な夏の思い出」）を読み上げ、（甲子園とは逆の）頂点を決めるコーナー。伊集院が読み上げる前にオテンキのGOとのりが選別を行い、読み上げられたリスナーにはクオカード1000円分（「夏の真逆の頂点」と伊集院が判定したリスナーには更に1000円分上乗せ）が贈られた。2011年8月22日（第827回）の1回のみで終了。
イタゴラスイッチ
神様が与えた嫌がらせのような、「泣きっ面に蜂」を上回る「悪いこと・痛々しいこと」の連鎖が起きたエピソードを紹介するコーナー。タイトルは『ピタゴラスイッチ』（NHK Eテレ）から。当初は「クソゴラスイッチ」だったが、第1回で「イタゴラスイッチ」に改題された。コーナーのBGMはピタゴラスイッチのテーマ曲（小組曲「ピタゴラスイッチ」）であったが、2011年10月10日放送分からは、「空を見上げた夜」に変わった。（いずれも栗コーダーカルテットによるもの。）
2011年6月20日（第817回）-　2012年7月30日（第875回）。
愛実ちゃんにチョイ足し!
AKB48メンバーの顔のパーツを組み合わせて作られたバーチャルアイドル・江口愛実にメンバー以外の要素を付け足していく、有名人いじりのコーナー。伊集院はコーナー開始前やハガキを紹介していない段階から「このコーナーは長続きしない」「すぐ怒られそうだし飽きられそう」などと発言していたが、江口のブームが続かなかったこともあり、1か月持たずに本当に短命で終了。2011年6月27日（第819回）-　7月18日（第822回）。
ボキャブリ地獄
2011年5月16日（第812回）の1回のみで終了。
くだらないトークテーマ、くだらない文章
2011年3月21日（第805回）の1回のみで終了。
ここにいますよ
最近見かけなくなった芸能人の目撃情報を募集するコーナー。伊集院が静岡県富士市で行われた成人式に関する新聞報道を見た際、その式にジョイマンが出演していたと知ったことがきっかけ。当初は心温まるコーナーとする予定だったが、リスナーの「最近見かけなくなった」の基準があまりに厳しく（テレビキー局夜の番組に出なくなった時点で消えた、ごきげんように出るのは仕事が無い証拠という基準が自然と出来上がった。）ひいては出演している自分自身にもそのようなレッテルが貼られてしまうのではと恐れたため、2011年2月13日（第800回）と2月21日（第801回）の2回で終了。
その後、2020年1月6日での特別企画「ゆくカルタくるカルタ」にてこのコーナーに似た、「新・勝ち抜きカルタ合戦改」の新テーマ「芸能人あいつ今何してるカルタ」の開始が決定した。

#### 2012年
ちびっこなぞなぞ
2012年1月16日 （第847回）放送の「少しおもしろい」コーナーでリスナーから投稿されたなぞなぞネタから、単独コーナーへと派生。
「ちびっこたち」に出題したいなぞなぞをリスナーから募集するコーナー。「なぞなぞ星」からやってきた宇宙人「ゾナーゾ」に扮した伊集院がハーモナイザーで声を変えてなぞなぞを出題する形式となっている。ハーモナイザーの切り替え（オン/オフ）は伊集院自身が手元のスイッチで行っている。なぞなぞの問題はそれこそ「ちびっこ向け」でよくあるものだが、答えは家庭の不和をにおわせるもの、恐怖を感じさせるもの、下劣な下ネタなど、総じて「ちびっこ向け」とは言い難い内容となっている。また、ゾナーゾも着ぐるみであり、中には北海道稚内市育ちの売れない劇団員「吉田ひろゆき」が入っており、過去に同じ劇団員の女性と付き合っていたという設定で、基本は子ども向けのしゃべり方をしているが、時折毒のある言葉を発する。ちなみに最終回をもって実家に帰った。
伊集院は「このコーナーでいつかなぞなぞブックを出したい」と語っており、実際に翌週数社の出版社からのオファーが出ているが、番組のスポンサーである小学館からはない様子で、オファーを働きかけている。
回が進むにつれ趣旨がずれ投稿者の最近あった出来事や、映画やドラマに出てきそうなセリフや下ネタや嫌味を交えた妄言などの長文をなぞなぞにして送りはじめ収拾がつかなくなったが、伊集院もそれを楽しむようになった。
2012年1月23日（第848回） - 2013年4月1日（第910回）
アレの名前を僕達はまだ知らない。
まだ名前の付いていない現象・感情・物に名前を付けていくコーナー。「自転車を盗まれたと思ったら、その日は違う場所に停めていたことを思い出した時の、一瞬、クソがぁ!と思う感情の名前は何?」というような課題が出され、その名前の投稿を募集する。また、課題と自己回答の投稿も募集。「地味なコーナーになってきた」という理由で3回で終了。
タイトルは一見してアニメ『あの日見た花の名前を僕達はまだ知らない。』のパロディ（コーナーBGMも同作の主題歌であるGalileo Galileiの「青い栞」。伊集院自身も後輩芸人であるバイきんぐの小峠英二に勧められて同作を鑑賞している）だが、伊集院いわく「あくまで僕の考えたオリジナルの単語」であるとしている。コーナーの第1回では、ライトノベル『中二病でも恋がしたい!』をネタにして、「中二病」が当番組発祥とされている（後述）にもかかわらず一切「おぜぜ」（お銭=ロイヤルティー）をもらっていないことを明かし、「このタイトルの権利関係はちゃんとする」と発言した。
2012年11月5日（第889回）- 11月19日（第891回）
オナ禁データランド
2012年7月16日（第873回）に募集。「一週間リスナーのみんなと何かしたい」という発想から、オナニーを試しに1週間禁止して、その間のレポートを送ってもらうコーナー。タイトルは『はなきんデータランド』（テレビ朝日系）のパロディ。
2012年7月23日（第874回）の結果発表のみで終了。

#### 2013年
はたらくおじさんコーナー
1961年4月から1982年3月までNHK教育テレビジョンで放送されていた小学校生向けの社会科番組『はたらくおじさん』のパロディ。世の中にあるいろいろな仕事の、その内容、難しさ、やりがいなどを子供たちにわかりやすく解説するコーナー。質問する子供とそれに答えるおじさんの会話形式で構成されている。まず始めに、「○○○○の巻」とタイトルが読まれ、その次に「おじさんの仕事は何？」という子供の質問とその回答になる。続いて、「嬉しいことは何？」、「楽しいことは何？」、「つらいことは何？」などの質問とその回答になる。最後は「おじさん、ありがとうございました」で締める。
2013年12月16日（第947回） - 2014年12月30日（第1002回）
やっててよかった愚問式
計算の文章題が苦手、という人でも楽しく学べる算数や数学の文章題を紹介するコーナー。公式サイトの投稿フォームにあった例題は「まりさんとけんぞうさんがベッドにいます。今、まさやさんが家から900mの地点にいて、毎分60mのスピードで家に向かって歩いています。コトを終わらせて、けんぞうさんがクローゼットにかくれるまでの時間が何分以内であれば、問題は起こらなかったでしょうか?」全3回で自然消滅。
2013年12月16日（第947回） - 2014年1月6日（第951回）
さよなら僕の中の名子役
子役俳優が妙に大人ぶったり、妙に場の空気を読んでいる発言を揶揄するコーナー。子供のそのような言動を体験談やニュース記事、あるいは「社会科見学でアダルト業を見学した小学生の子役的な感想」などの珍文ネタで募集した。コーナーテーマ曲は安達祐実の「どーした!安達」。全5回で終了。
2013年1月28日（第901回） - 2013年2月25日（第905回）

#### 2016年
馬鹿力くんとお友達
スマートフォン向けのゲームアプリ、Miitomoを用いたコーナー。伊集院自らが作ったMii、「馬鹿 力」（ばか ぢから）から発せられる質問に対しての答えを募集する。質問に実際に入力される回答は1つのみだが、読まれた回答すべてに馬鹿力カードを送るほか、投稿が読まれた全員のうち希望する人に対しては「馬鹿力くん」とフレンドになることができた。2018年5月9日にアプリのサービスが終了となり、伊集院が入力したコメント共々「馬鹿力くん」は消滅。そのことに伊集院は安堵していた。
2016年3月28日（第1068回） - 2016年9月5日（第1090回）

#### 2019年
小林旭に歌ってほしい唱歌コーナー
「自動車ショー歌」の現代版を作ろうと色んな唱歌を送ってもらうコーナー。投稿レベルが高すぎて上手いけどつまらない内容のメールばかり届き、コーナーが深夜番組向きでは無かったと反省。12月30日放送分の一回で終了した。

### 2020年代

#### 2021年
近代史クイズ
リスナーからクイズの選択肢になりそうな出来事や芸能ニュースを募集するコーナー。開始当初はネタを全て読み終えた後、伊集院が古い順に並び替え正解か不正解かスタッフが判定していたが、並び替えは面倒くさいという理由で廃止された。募集する出来事・芸能ニュースはこの番組がスタートした1995年10月から現在までの出来事に限定している。作家瓶底考案のコーナー。2021年11月15日の放送で「学ぶべき近代史がすべて出揃った」と伊集院が話して終了した。
2021年9月27日 - 2021年11月15日

#### 2024年
教えて老害さん！
番組を聞いているZ世代のリスナーから伊集院こと『老害さん』に聞きたいことを募集するコーナー。タイトルコール後のBGMは『はたらくおじさん』の主題歌、ネタ読み中に流れるBGMは金子ディレクターが選曲したZ世代が聞いているであろう今時の曲がかかる。またネタとは関係なく若いリスナーからの質問と伊集院と同世代のリスナー（伊集院曰く『老害仲間』）からのエピソードも募集している。作家大矢考案のコーナー。2024年7月8日から始まったカルタ『嘘昭和カルタ』と内容が被るため終了。
2021年9月27日 - 2024年7月8日